# Arezzo
Arezzo () è un comune italiano di 96 536 abitanti, capoluogo dell'omonima provincia della Toscana orientale.
Antichissima città di origine etrusca, fu sede della più antica università della Toscana, e una delle prime in Europa. È nota per la celebre Giostra del Saracino e per essere il luogo natale di numerosi personaggi di alto rilievo storico.

## Geografia fisica

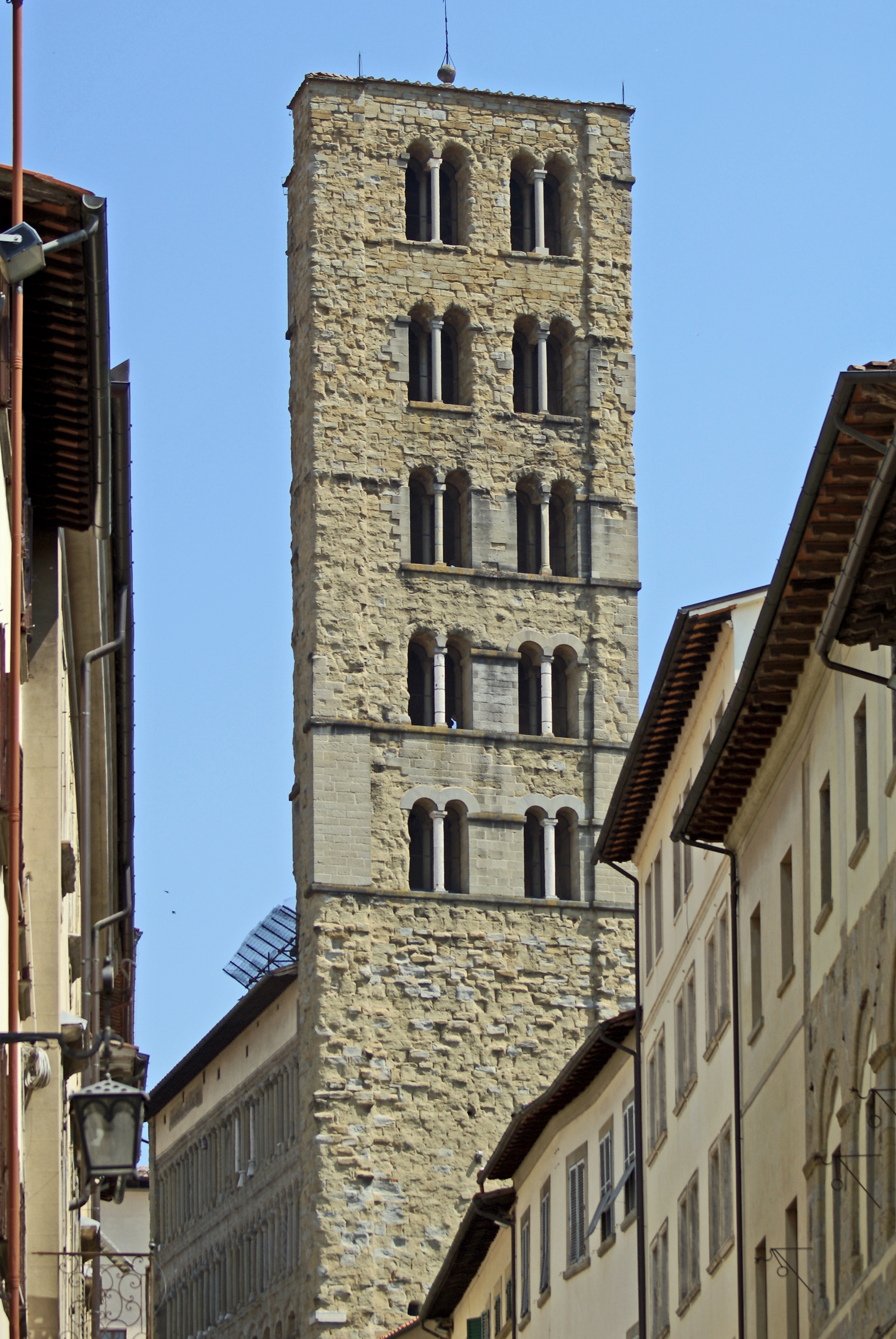
La torre di Santa Maria della Pieve

### Territorio
La città di Arezzo è situata nella parte settentrionale della Valdichiana; i due torrenti che l’attraversano, il Castro e il Vingone, si gettano nel Canale Maestro della Chiana, che ripercorre l’alveo dell’antico fiume Clanis. Direttamente a nord della città ha inizio il Casentino, che è la valle percorsa dal primo tratto dell'Arno; a nord-ovest si trova la Valdarno superiore, sempre percorsa dall'Arno nel tratto che scorre fra Arezzo e Firenze. Tramite l'agevole valico del Torrino, la valle del Cerfone e il passo della Scheggia si ha accesso a nord-est alla quarta vallata, la Valtiberina, percorsa dal primo tratto del Tevere, fiume che scorre vicino ad Arezzo.
Il territorio del comune è molto ampio e vario: si passa dalla pianura della Val di Chiana alle colline, a sud della città, e a zone montuose, soprattutto a est. Come conseguenza della grande estensione del territorio comunale i comuni confinanti sono numerosi: a ovest e a sud sono Civitella in Val di Chiana, Monte San Savino, Marciano della Chiana, Castiglion Fiorentino e Cortona; a nord-ovest ancora Civitella in Val di Chiana, Laterina e Castiglion Fibocchi; a nord-est Capolona e Subbiano; a est Anghiari, Monterchi e i due comuni umbri di Città di Castello e Monte Santa Maria Tiberina (aretino fino al 1927).

### Clima
Il clima della città di Arezzo e delle zone limitrofe presenta le caratteristiche di continentalità più accentuate di tutta la Toscana, vista la posizione a cavallo tra il Valdarno e la Val di Chiana con la dorsale appenninica nelle relative vicinanze.
Secondo la classificazione dei climi di Köppen il clima della città di Arezzo appartiene al gruppo Cfa (clima subtropicale umido), anche se secondo taluni vista l’estrema vicinanza appenninica borderline con il clima del gruppo Cfb (clima oceanico) in quanto la temperatura media del mese più caldo è soltanto di poco superiore a 22 °C (22,1 °C secondo la media 1971–2000).
Le precipitazioni presentano un carattere irregolare, perché la zona può essere influenzata sia dalle correnti umide atlantiche che da quelle secche continentali provenienti da settentrione e da oriente.
L'escursione termica risulta elevata sia nei valori giornalieri che annui. La neve in inverno non è rara e la media storica si aggira intorno ai 20 cm annui ma fra il 2001 al 2012 l'accumulo medio annuo è sceso a 8,25 cm in base ai rilevamenti effettuati alla stazione meteorologica dell'Aeronautica Militare.
Le temperature estreme registrate nel territorio comunale sono la massima assoluta di +42,1 °C registrata alla stazione meteorologica di Arezzo San Fabiano il 4 agosto 2017 e la minima assoluta di −20,2 °C registrata alla stazione meteorologica di Arezzo Molin Bianco l'11 gennaio 1985, seguita dalla minima assoluta di −20,0 °C registrata alla stazione idrologica di Palazzo del Pero (frazione all'estremità orientale del territorio comunale) il 13 gennaio 1968 e il 7 gennaio 1985.

## Storia

### Città etrusca

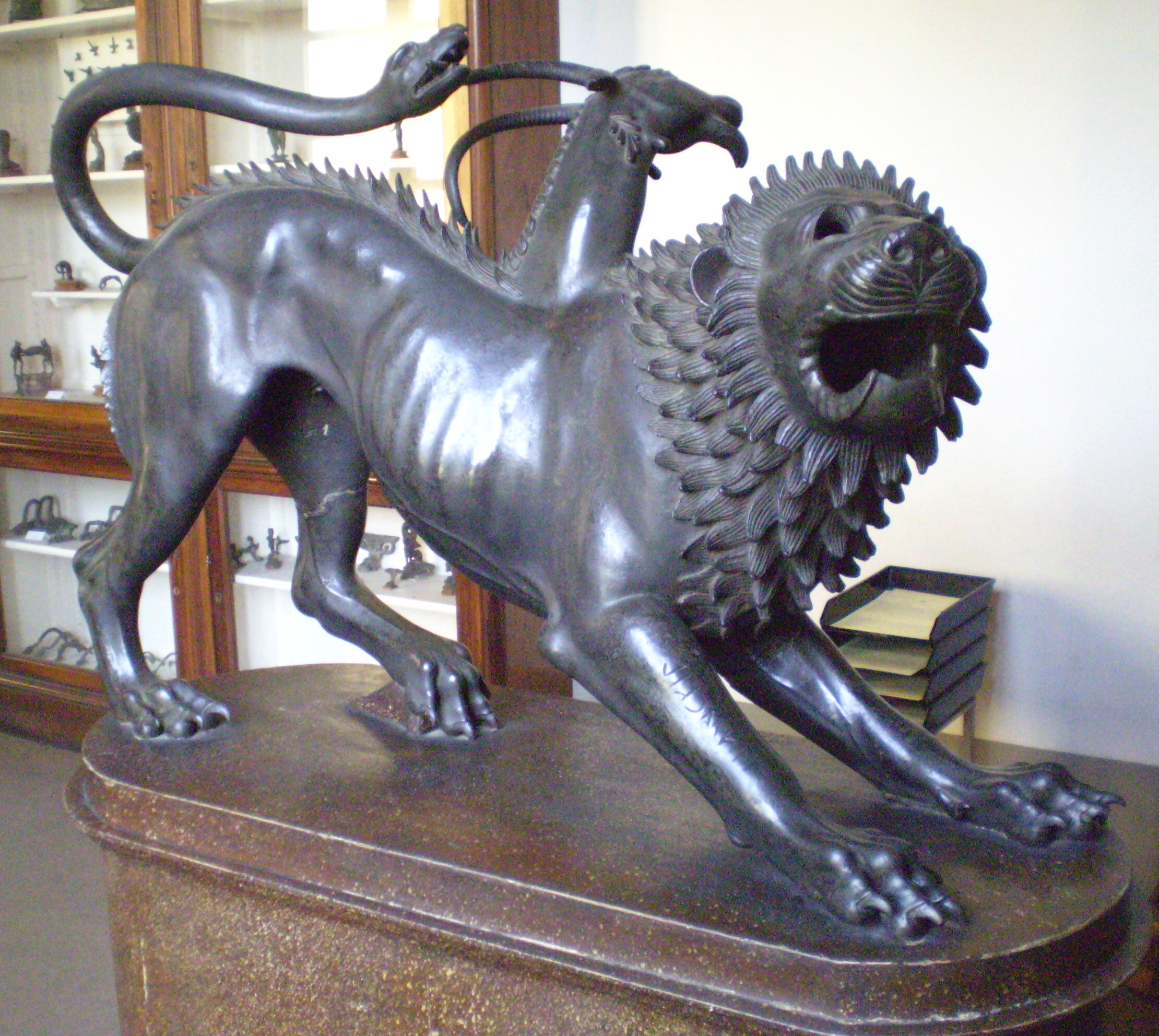
La Chimera di Arezzo

Secondo la mitologia etrusca, Arezzo sarebbe stata fondata dalla dea Artume, dea della notte, della luna, della morte, della natura, delle foreste e della fertilità, fondatrice di Arezzo identificabile con la dea greca Artemide o con la dea romana Diana.
Arezzo sorse in epoca pre-etrusca in una zona abitata fin dalla preistoria, come dimostra il ritrovamento di strumenti di pietra e del cosiddetto "Uomo dell'Olmo", risalente al Paleolitico, avvenuto nei pressi della frazione dell'Olmo durante i lavori di scavo di una breve galleria della linea ferroviaria Roma-Firenze nel 1863.
La zona posta nella parte nord della Valdichiana dove confluisce il Casentino e il Valdarno, è infatti passaggio naturale per chi voglia attraversare l'Appennino. Si ha notizia poi di insediamenti stabili di epoca pre-etrusca in una zona poco distante dall'attuale area urbana, il colle di San Cornelio, dove si sono rinvenute tracce di una cinta muraria di difficile datazione poiché sovrimpresse dalle poderose mura romane.
L'abitato etrusco sorse invece sulla sommità del colle di San Donato, occupata dall'attuale città. Si sa che la Arezzo etrusca, chiamata Aritim (latino Arretium), esisteva già nel IX secolo a.C.
Arezzo fu poi una delle principali città etrusche insieme a Cortona, Chiusi e Orvieto all’interno della Valle del Clanis e molto probabilmente sede di una delle 12 lucumonie. Sicuramente la Valle del Clanis per gli Etruschi aveva un ruolo preminente vista l’importanza delle quattro città che vi si trovavano, prova è anche il fatto che i cosiddetti “giochi pan etruschi” si svolgevano presso la rupe di Orvieto che sovrastava la confluenza del Clanis sul Tevere. In quel punto il Tevere aumentava enormemente la sua portata ricevendo le acque dal Monte Falterona, (Trono del Cielo, toponimo etrusco), attraverso l'Arno che proseguiva nel Clanis e dal Monte Fumaiolo, attraverso il ramo tosco-umbro del Tevere.
A questo periodo risalgono opere d'arte di eccezionale valore, come la Chimera, conservata a Firenze, la cui immagine caratterizza talmente la città quasi da diventarne un secondo simbolo e inoltre è da segnalare l'ampia necropoli di Poggio del Sole, formatasi nel VI secolo a.C. e utilizzata fino all'età romana.
Al sorgere della potenza di Roma la città, insieme alle consorelle etrusche, tentò di arginarne le tendenze espansionistiche, ma l'esercito messo insieme da Arezzo, Volterra e Perugia fu sconfitto a Roselle, presso Grosseto, nel 295 a.C.; e così nel III secolo a.C. Arezzo fu conquistata dai Romani che latinizzarono il suo nome etrusco in Arretium.

### Presidio romano

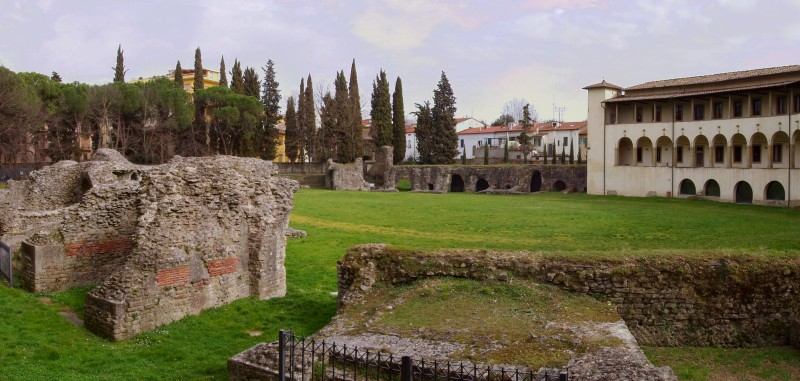
Anfiteatro romano di Arezzo, età adrianea (117-138 d.C.)

Durante l'epoca romana, specialmente nel periodo repubblicano, Arezzo divenne una città importantissima per il nascituro impero, grazie alla sua posizione strategica che ne faceva tappa obbligata per l'attraversamento degli Appennini assieme a Rimini (Ariminum) a est. Arezzo si trovò dunque a doversi difendere dai Galli Senoni che marciavano contro Roma. In suo soccorso giunse una robusta armata guidata dal console Lucio Metello, che trovò la morte in battaglia ma arrestò l'avanzata dei Galli. Del fatto rimane traccia in un toponimo, Campoluci, che indica il tratto di piana vicino all'Arno in cui il console combatté e morì. Dopo il fatto, Arezzo divenne sede di un presidio romano permanente.
Rimase però sempre gelosa della sua autonomia, tanto che cercò più volte di riconquistare l'indipendenza nel corso delle guerre civili della Roma repubblicana, schierandosi prima con Mario e poi con Pompeo. Silla e Cesare si vendicarono facendone una colonia per i loro veterani, il che provocò un notevole riassestamento demografico che cancellò da Arezzo – come da tutta l'Etruria – le rimanenti tracce della vecchia cultura.
All'inizio dell'età imperiale la città, operosa e ricca di inventiva, divenne ricca e prospera come al tempo delle guerre puniche, quando era stata la principale fornitrice di armi per la spedizione di Scipione in Africa. Sorsero numerosi stabilimenti pubblici, come il teatro, le terme, e un anfiteatro di notevoli dimensioni che è giunto fino ai nostri giorni.
La vita culturale ebbe un grande impulso grazie alla feconda attività del primo degli aretini illustri nel mondo delle arti e delle lettere, Gaio Cilnio Mecenate, il cui nome rimarrà per sempre legato alla promozione della cultura.
Arezzo fu anche un centro di lavorazione dei metalli e, soprattutto, di vasi di ceramica: i vasi prodotti ad Arezzo erano detti "corallini" per il loro colore.

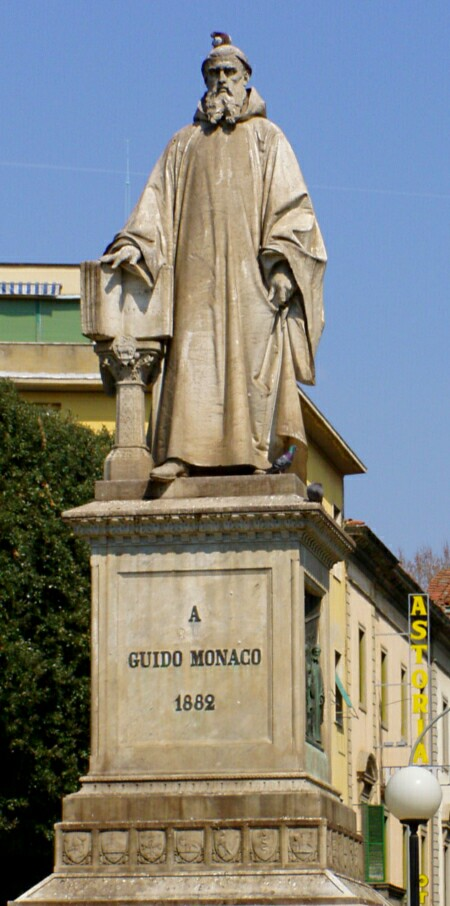
Statua a Guido Monaco nella piazza omonima ad Arezzo

### Primo millennio d.C.
Dopo la perdita di unità e la conseguente frammentazione dell'Impero romano, il prestigio secolare e la favorevole posizione sulla via Cassia mantennero ad Arezzo una forte importanza anche durante i secoli nell'Alto Medioevo. Terra di confine tra i domini dei Goti e l'esarcato bizantino di Ravenna fu testimone di aspri scontri fra le due fazioni e fu uno dei primi centri occupati dai Longobardi. I Goti e i Longobardi incisero molto sulla composizione etnica e sulla lingua degli aretini. I longobardi costruirono castelli e pievi gettando le basi di Arezzo medievale.
Con l'arrivo dei Franchi di Carlo Magno che privilegiarono i rapporti con quello che ritenevano il più alto potere locale, il vescovado, la diffusione del Cristianesimo, infatti, era divenuta sede di episcopato. Si tratta di una delle poche città di cui sono noti tutti i vescovi che si sono succeduti fino a oggi.
Dopo il mille il suo vescovo iniziò a fregiarsi, primo in Italia, del titolo di "Conte".
A questo periodo risalgono il perduto "Duomo Vecchio" del Colle del Pionta, ai cui lavori partecipò Maginardo, la Cattedrale e la pieve di Santa Maria Assunta.
Sotto la protezione del vescovo si sviluppò nel contado aretino anche un folto numero di abbazie, che contribuirono a ricostruire un sistema di scambi e un minimo ambito culturale. In questo periodo Arezzo vide la nascita di un altro dei suoi figli illustri: Guido Monaco. Fattosi benedettino nell'abbazia di Pomposa e successivamente a Roma, elaborò il nuovo metodo di notazione musicale e il tetragramma.

### Libero comune

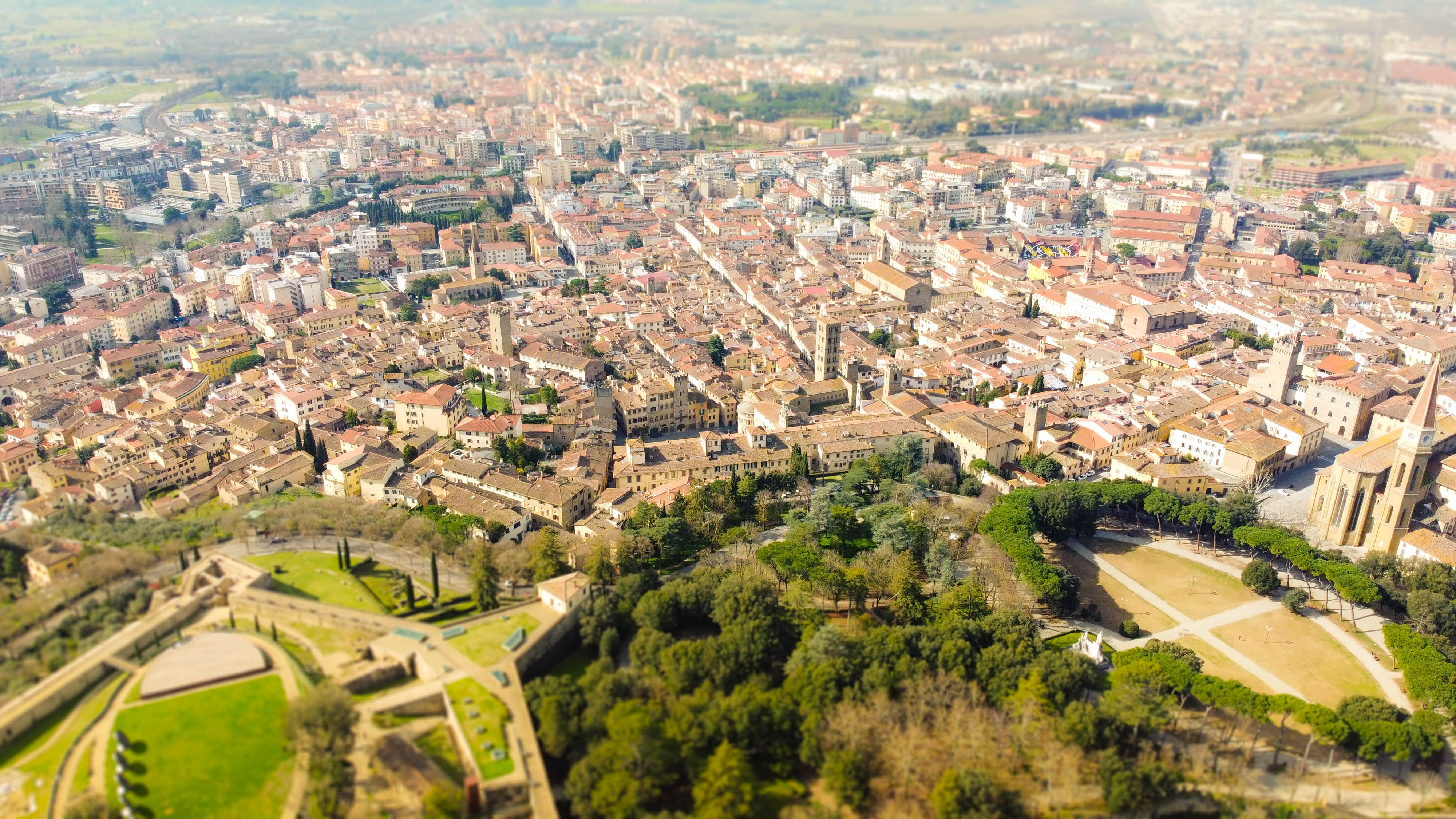
Veduta del centro città dalla fortezza

Dopo il 1000 al potere feudale, identificato con il vescovo che risiedeva fuori dalla città sull'altura del Pionta, arroccato come in un castello, venne affiancandosi un potere cittadino, l'ordinamento della città ebbe un'evoluzione e si affermò il libero comune: la presenza di un console è attestata ad Arezzo nel 1098.
La duplicità di poteri generò presto un conflitto tra il vescovo, che vedeva la sua autorità feudale provenire dall'imperatore e quindi incarnava la prima espressione del partito ghibellino, e la magistratura cittadina. L'attrito sfociò in varie sollevazioni popolari contro il vescovo e nella rappresaglie di questo, che chiamò in soccorso l'imperatore Arrigo, il quale scendendo in Italia verso Roma, trovava per l'appunto Arezzo nella sua strada. La rappresaglia fu durissima ma non arrestò lo sviluppo del Comune, che proseguì soprattutto dopo il concordato di Worms del 1122 che poneva fine alle controversie tra impero e papato e, di fatto, alla figura dei vescovi-conti.
È a questo periodo, all'inizio del XIII secolo, che risale l'avvio della costruzione della Pieve, concepita per ospitare un vescovo ridimensionato alle sue funzioni pastorali, e di altre chiese che accogliessero gli ordini monastici inurbati forzatamente dopo la confisca dei loro possedimenti feudali. L'influenza territoriale di Arezzo crebbe notevolmente culminando con la presa di Cortona, avvenuta nel 1298 dopo una sanguinosa battaglia.
Alla rinnovata importanza politica si accompagnò una fioritura culturale: la città si dotò di una università, lo Studium, i cui ordinamenti risalgono al 1252, brillarono i primi ingegni della nuova poesia lirica italiana Guittone d'Arezzo e Cenne da la Chitarra; della scienza con quel Ristoro che nel 1282 scrisse "La composizione del mondo" prima opera scientifica in volgare; e della pittura, con Margaritone d'Arezzo, poi affiancato da maestri fiorentini e senesi quali Cimabue e Pietro Lorenzetti.

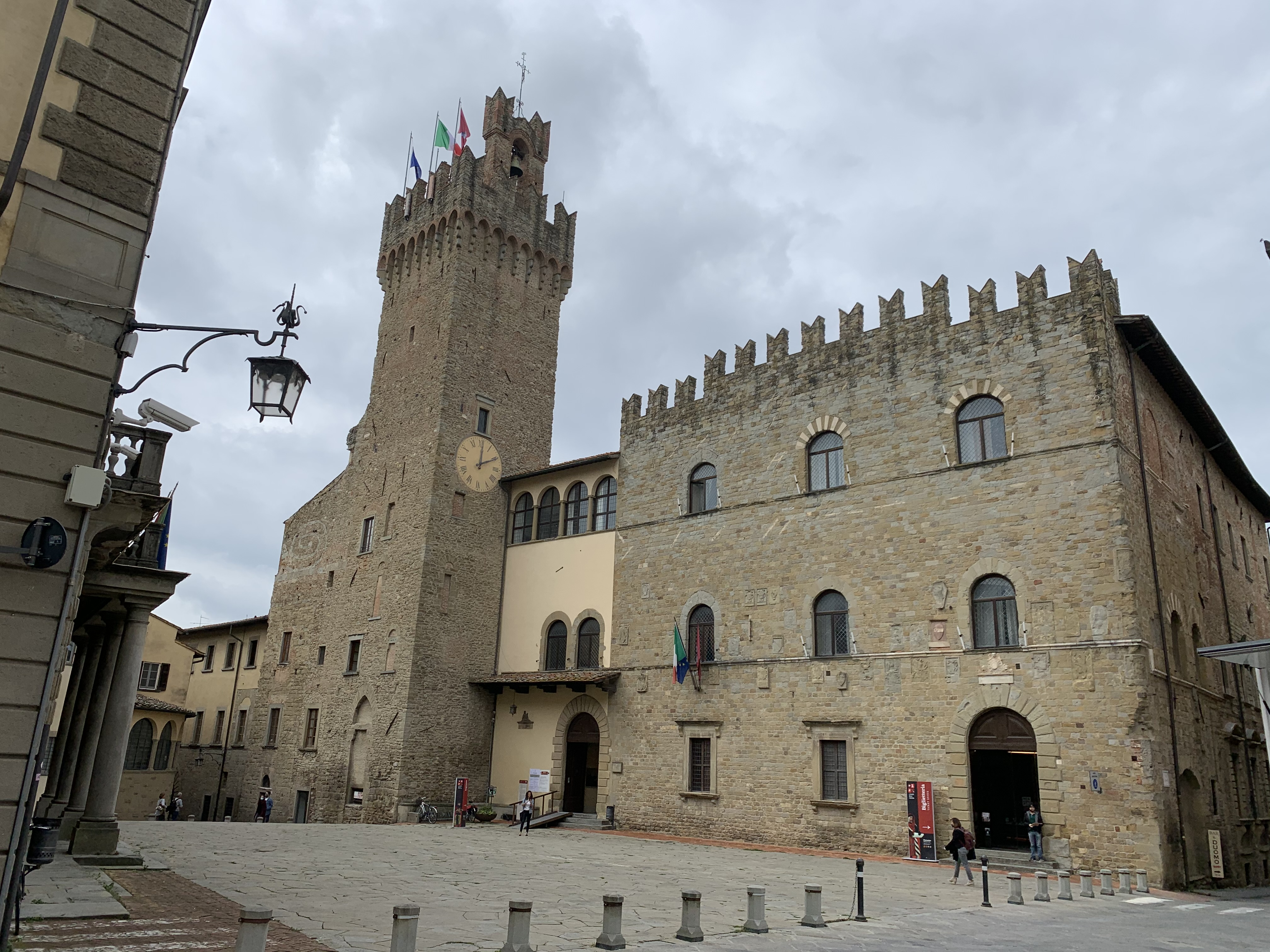
Palazzo dei Priori, sede del Comune di Arezzo

 Nel 1304 infine nasceva ad Arezzo, da un fuoriuscito fiorentino, Francesco Petrarca.

### La battaglia di Campaldino
Mentre la potenza di Arezzo cresceva sempre di più, cresceva contemporaneamente la voglia delle città vicine di pareggiarne l'importanza, ed era perciò inevitabile che si arrivasse allo scontro con Firenze. Dopo alterne vicende la Arezzo ghibellina subì una disfatta contro le armate fiorentine nella battaglia di Campaldino (1289) nei pressi di Poppi. In questa battaglia, a cui partecipò Dante Alighieri per la parte guelfa, morì anche il vescovo di Arezzo Guglielmino Ubertini. In seguito si affermò la signoria dei Tarlati di Pietramala, il cui principale esponente fu Guido Tarlati che pur essendo divenuto vescovo nel 1312 continuò a mantenere buoni rapporti con la fazione ghibellina, in Toscana e fuori, come ad esempio con gli Ordelaffi di Forlì.
La signoria di Guido Tarlati mise temporaneamente fine alle dispute di fazione tra i Tarlati e gli Ubertini e la famiglia guelfa dei Boscoli; tanto feroci che San Francesco si era rifiutato a suo tempo di entrare in città, vedendola "infestata dai diavoli", episodio ricordato da Giotto negli affreschi della Basilica superiore di San Francesco d'Assisi.
Guido Tarlati risanò il bilancio dello Stato, portandolo a una tale floridità che Arezzo prese a battere moneta propria, ampliò la cinta muraria, concluse una onorevole pace con Firenze e riuscì ad allearsi con Siena e a espandere il dominio territoriale verso sud e verso est, lui vescovo, a spese dei possedimenti pontifici; tanto che il Papa da Avignone lo scomunicò e lo dichiarò eretico. Ciò non gli impedì, nel 1327, di incoronare imperatore a Milano Ludovico il Bavaro.
In questo periodo si era anche sviluppata una forte borghesia mercantile che aveva imposto alcune modifiche nel governo della città, come la creazione della magistratura del capitano del popolo e delle corporazioni delle arti, e la costituzione di una magistratura rappresentativa delle quattro parti in cui la città venne divisa: porta Crucifera, porta del Foro, porta Sant'Andrea e porta del Borgo, alle quali si richiamano i quattro quartieri che disputano l'odierna Giostra del Saracino.
A Guido Tarlati passato a miglior vita nel 1327 successe Pier Saccone, il fratello, che non era della stessa pasta. Arezzo cominciò progressivamente a perdere terreno nei confronti della rivale Firenze, perdendo per la prima volta l'indipendenza nel 1337: Pier Saccone, pressato dagli oppositori interni, dai nemici esterni (fiorentini e perugini) e dalla crisi economica, cedette Arezzo a Firenze per dieci anni in cambio di denaro. Trascorso questo periodo, l'indipendenza fu recuperata, ma non la prosperità. La seconda metà del Trecento fu caratterizzata tuttavia da una sostanziale pace sociale, che terminò bruscamente con il progetto del vescovo Giovanni Albergotti di fare entrare Arezzo nella sfera d'influenza del papato.
Le lotte tra guelfi e ghibellini riesplosero con violenza, e la città conobbe più volte l'esperienza del saccheggio da parte di soldataglie mercenarie chiamate in soccorso ora dall'una ora dall'altra parte, o anche venute per l'una e passate all'altra se questa pagava meglio, secondo il costume dell'epoca.
Ultimo fu il capitano di ventura francese Enguerrand de Coucy che transitava nella zona diretto a Napoli, dove doveva attaccare Carlo III di Napoli per conto di Luigi I d'Angiò, e fu assoldato dalla parte ghibellina che era stata appena espulsa dalla città. Enguerrand prese con facilità quel che rimaneva di Arezzo, ma nel frattempo il suo signore Luigi d'Angiò moriva, lasciando l'armata senza scopo e senza soldo. Firenze ne approfittò immediatamente, offrendo al capitano francese quarantamila fiorini perché consegnasse Arezzo, ed egli accettò. Dopo di che, Enguerrand valicò l'Appennino, recando con sé la preziosa reliquia della testa di san Donato, patrono di Arezzo. Alla sua venuta a Forlì, Sinibaldo Ordelaffi, il signore di quella città, riscattò la reliquia, che tenne con grande venerazione fino a che essa fu restituita agli aretini.
Nel 1384, dunque, Arezzo fu annessa allo Stato toscano dominato da Firenze.
Il dominio fiorentino è visibile d'ora in poi anche nell'architettura e nell'Arte: Spinello Aretino fu l'ultimo artista di scuola autoctona; dopo di lui prevale la scuola fiorentina. In questo periodo furono realizzati da Piero della Francesca gli affreschi della Leggenda della Vera Croce nella basilica di San Francesco.
Il governo fiorentino tentò di rendersi gradito alla città, riuscendovi in parte grazie alla saggia elezione a segretario della Repubblica di un aretino di alto spessore, lo storico e poeta Leonardo Bruni, che si adoperò per favorire l'integrazione di Arezzo nel nuovo Stato toscano ormai, con l'eccezione di Siena e Lucca, interamente sotto il controllo di Firenze. Vi fu tuttavia un lento decadimento economico e culturale della città. La parte più antica, comprendente la rocca e la cattedrale, fu profondamente modificata con la costruzione della Fortezza Medicea, esempio precoce di fortificazione alla moderna.
In Epoca moderna la battaglia di Campaldino viene ricordata con un programma di eventi curati dall'Associazione Signa Arretii. Infatti ogni 11 Giugno vengono ricordati i caduti aretini con la deposizione di corone presso il canto degli Aretini in Firenze, alla stele della battaglia in Poppi e sulla tomba di Guglielmino degli Ubertini presso il duomo della città di Arezzo

### Epoca moderna

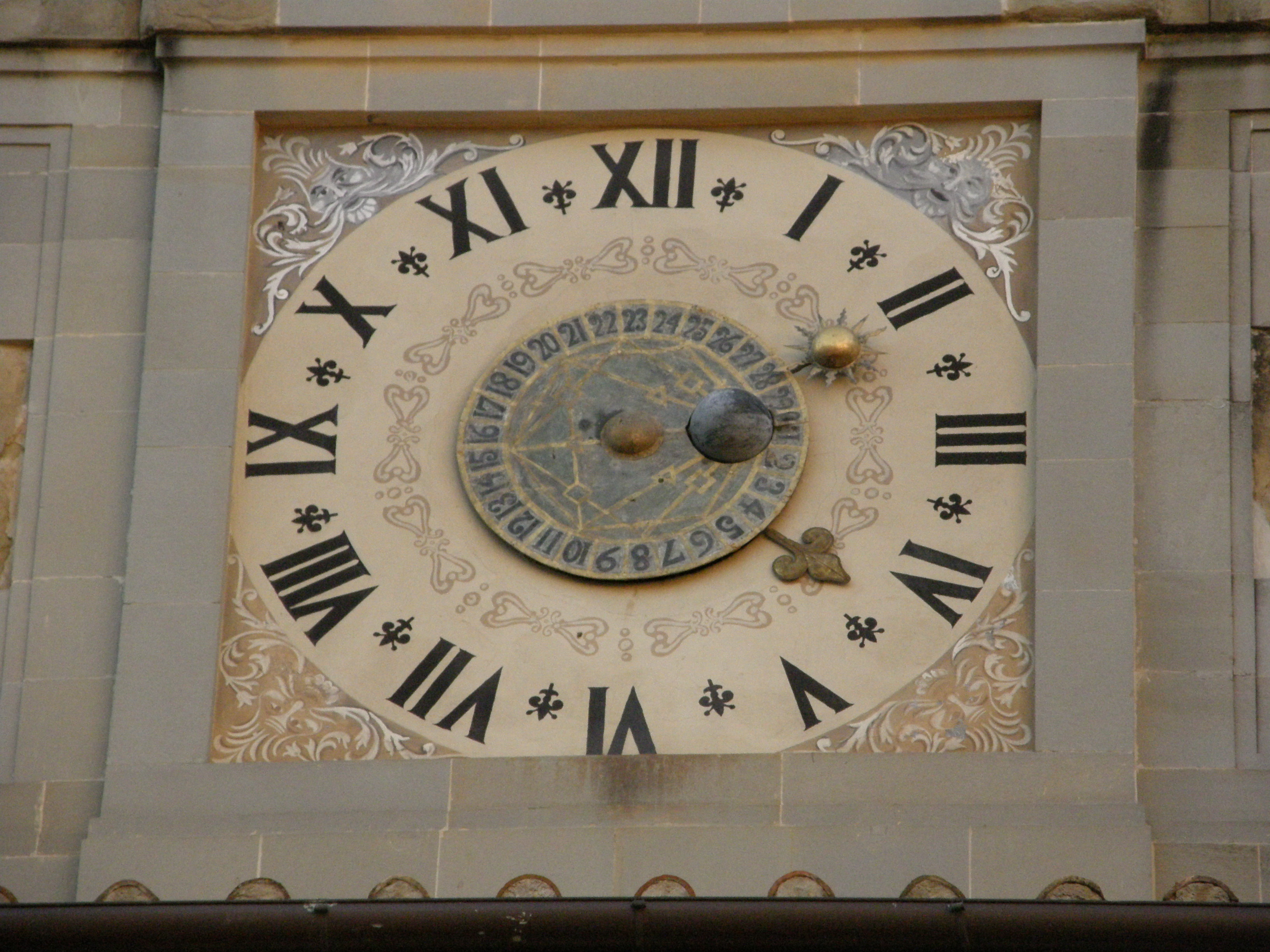
Il quadrante dell'orologio di Felice da Fossato in Piazza Grande, 1552

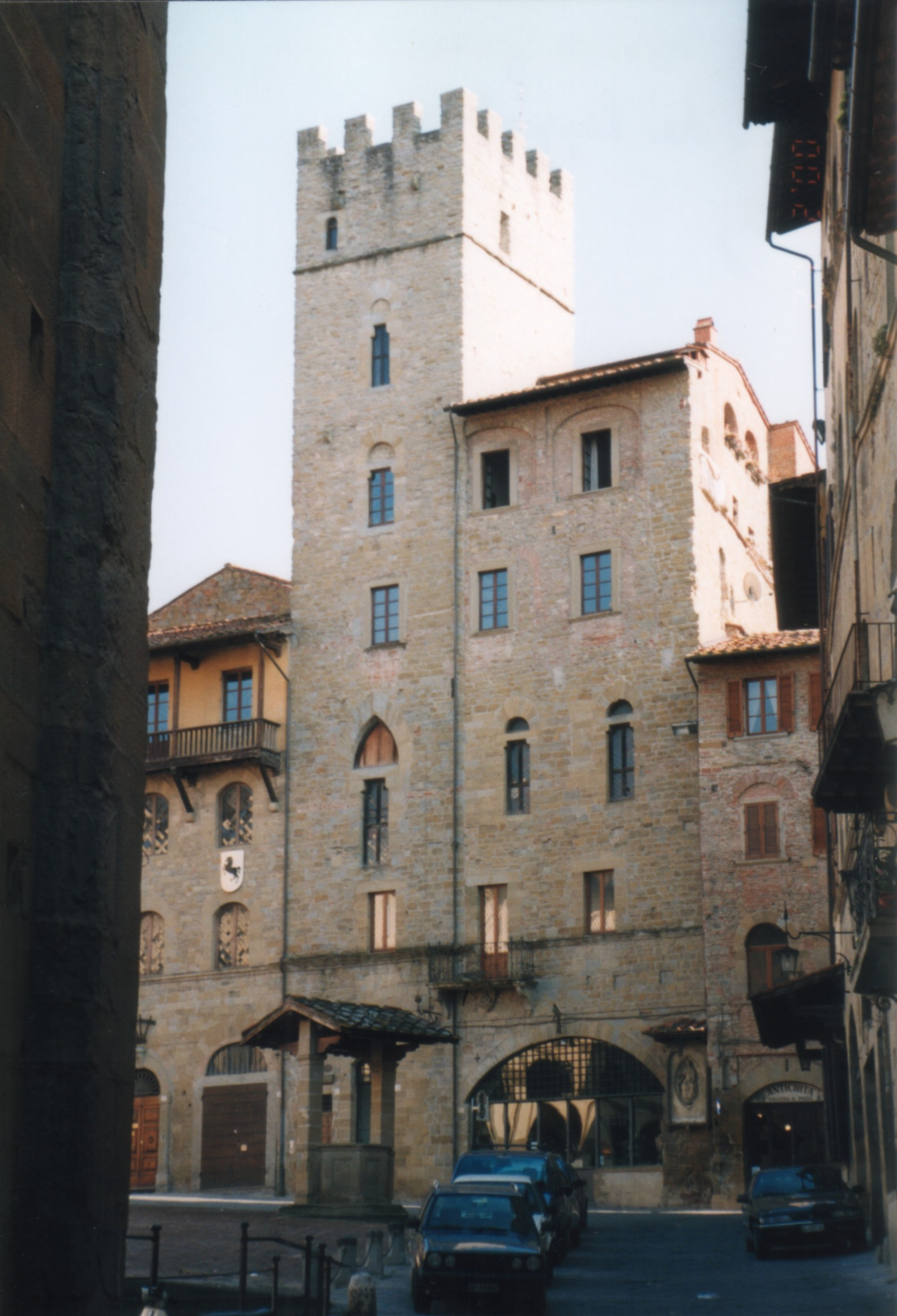
Casa dei Lappoli

Nel primo cinquecento Arezzo si trovò coinvolta in una rivolta antifiorentina, che oppose a Firenze il capitano di ventura Vitellozzo Vitelli, il "duca Valentino" Cesare Borgia e suo padre papa Alessandro VI, e il re di Francia Luigi XII. La sommossa si spense però dopo pochi giorni, e costò la vita al Vitelli che fu fatto uccidere dallo stesso Cesare Borgia durante un banchetto, con un metodo cui Niccolò Machiavelli dedicò un trattato datato 1503.
Nel 1525 sulla città e sul contado si abbatté una pestilenza, cui seguì una carestia che mise in ginocchio l'economia aretina e portò a una nuova sollevazione contro Firenze nel 1529, anche questa però più legata ad avvenimenti esterni che a una vera volontà popolare. I Medici, che erano stati scacciati da Firenze nel 1527, avevano ora dalla loro il papa Clemente VII, appartenente alla famiglia dei Medici. Questi concluse una pace con l'Impero e si assicurò così un'armata imperiale, comandata da Filiberto di Chalon, per imporre a Firenze il ritorno dei Medici. L'armata proveniente da Roma passò dal territorio di Arezzo, allora parte dei possedimenti fiorentini e presidiata da una guarnigione fiorentina, e la città anziché tentare una improbabile resistenza all'assedio pensò di profittare della situazione per riconquistare l'indipendenza, trattando la resa tramite un ufficiale dell'esercito imperiale originario della Valtiberina, tale Francesco di Bivignano, detto "il conte rosso". La guarnigione fiorentina si rifugiò in fortezza ma fu presto cacciata, mentre il Conte Rosso si impadroniva di parte del Valdarno, Anghiari e Sansepolcro.
Ma terminata la contesa con la sconfitta della Repubblica fiorentina a Gavignana nell'agosto del 1530, i Medici non videro più la ragione per tenere Arezzo separata dal resto della Toscana, e inviarono di nuovo l'esercito imperiale a prenderne possesso.
Nel 1554 cadeva anche Siena, e una quindicina di anni dopo tutta la Toscana, con l'eccezione di Lucca e dello Stato dei Presidi presso l'Argentario, diveniva granducato.
Cosimo I de' Medici attuò ad Arezzo un piano di ristrutturazione urbanistica a scopi difensivi: il perimetro della cinta muraria fu ridotto come il numero delle porte, la fortezza fu ricostruita e ampliata. In questo contesto fu anche completata la cattedrale, e furono abbattuti tutti gli storici edifici della città, tra cui l'antico palazzo del comune e il palazzo del Capitano del Popolo, il palazzo dei Tarlati di Pietramala e 17 edifici religiosi: in pratica l'intero centro storico turrito della città antica sede della città etrusca e del foro romano, creando con il materiale derivato dalla distruzione degli edifici uno spazio piano fra i due colli di San Pietro e San Donato, furono costruite le Logge Medicee dovute alla mano di Giorgio Vasari. Durante i lavori di scasso vennero rinvenute le celebri statue di bronzo della Minerva di Arezzo e della Chimera di Arezzo.
Venne inoltre completamente abbattuto il Duomo Vecchio e gli edifici ecclesiastici millenari che lo circondavano sul Colle del Pionta, il cosiddetto "Vaticano" aretino situato fuori delle mura trecentesche per evitare che potesse essere utilizzato a scopi militari da nemici che assediassero Arezzo.
Il periodo del Granducato Mediceo a partire dalla seconda metà del Cinquecento vide però, in tutta la Toscana, un lento ma inesorabile decadimento economico e culturale accompagnato da decremento demografico, che si invertirà solo nel settecento, con le iniziative illuminate di Pietro Leopoldo di Lorena.
Nel XVIII secolo fu portata a termine la bonifica della Val di Chiana.
Nel febbraio 1796, Arezzo fu sconvolta da uno sciame sismico di oltre trenta scosse di terremoto; il 15 febbraio i movimenti tellurici cessarono, a seguito del miracolo (secondo la tradizione cattolica) della Madonna del Conforto, un'immagine sacra oggi custodita nella cattedrale di Arezzo.
Nello stesso 1796, cominciò una campagna militare di invasione dell'Italia da parte dei francesi. Il generale comandante di questa invasione era Napoleone Bonaparte. Anche Arezzo fu conquistata, ma nel 1799 fu il centro del movimento del "Viva Maria" (ispirato proprio all'immagine della Madonna del Conforto), una delle insorgenze antinapoleoniche avvenute in quegli anni in Italia. Gli aretini affrontarono gli invasori nella battaglia di Rigutino, costringendoli a ripiegare verso Firenze rinunciando a riconquistare la città.
In seguito a questi fatti Arezzo fu riconosciuta dal Granduca di Toscana capoluogo di provincia. Nel 1860 il Granducato di Toscana, e quindi Arezzo, entrò a far parte del Regno d'Italia.
La riconquistata autonomia amministrativa e l'apertura delle comunicazioni ferroviarie con Firenze e Roma stimolarono nuovi fermenti.
Lo sviluppo continuò tra Ottocento e Novecento, com'è dimostrato dalla forte crescita della popolazione, dal progressivo spostarsi del centro cittadino verso la pianura con la costruzione di nuovi quartieri, nonché da varie iniziative industriali e commerciali. Nel 1925 fu edificato il Palazzo della Provincia, affrescato da Adolfo de Carolis con la sala dei "Grandi aretini". Una brusca interruzione di questo processo evolutivo fu causata dalla seconda guerra mondiale, quando i bombardamenti distrussero quasi il 60% degli edifici, con danni ingenti anche al patrimonio artistico il quale venne comunque recuperato. Gli Aretini parteciparono con coraggio alla lotta partigiana, pagando un pesante tributo di vittime.
La città fu liberata dall'esercito neozelandese (2nd New Zealand Division) e britannico il 16 luglio 1944.
Nel dopoguerra ci si accinse con fervore alla ricostruzione, e già negli anni cinquanta era ripreso in pieno lo sviluppo, che tendeva ormai a conferire alla città nuovi connotati urbanistici, economici e politici.
Nel 1986, all'interno del programma di riorganzizazione delle circoscrizioni ecclesiastiche italiane, la diocesi di Arezzo è stata soppressa e accorpata a quelle di Cortona e di Sansepolcro, per formare la nuova Diocesi di Arezzo-Cortona-Sansepolcro, visitata da papa Giovanni Paolo II nel 1993 e da papa Benedetto XVI nel 2013.

### Simboli

Gonfalone comunale come da riconoscimento

Lo stemma e il gonfalone sono stati riconosciuti con decreto del capo del governo del 9 luglio 1931.
Il gonfalone è descritto come un drappo:

## Monumenti e luoghi d'interesse

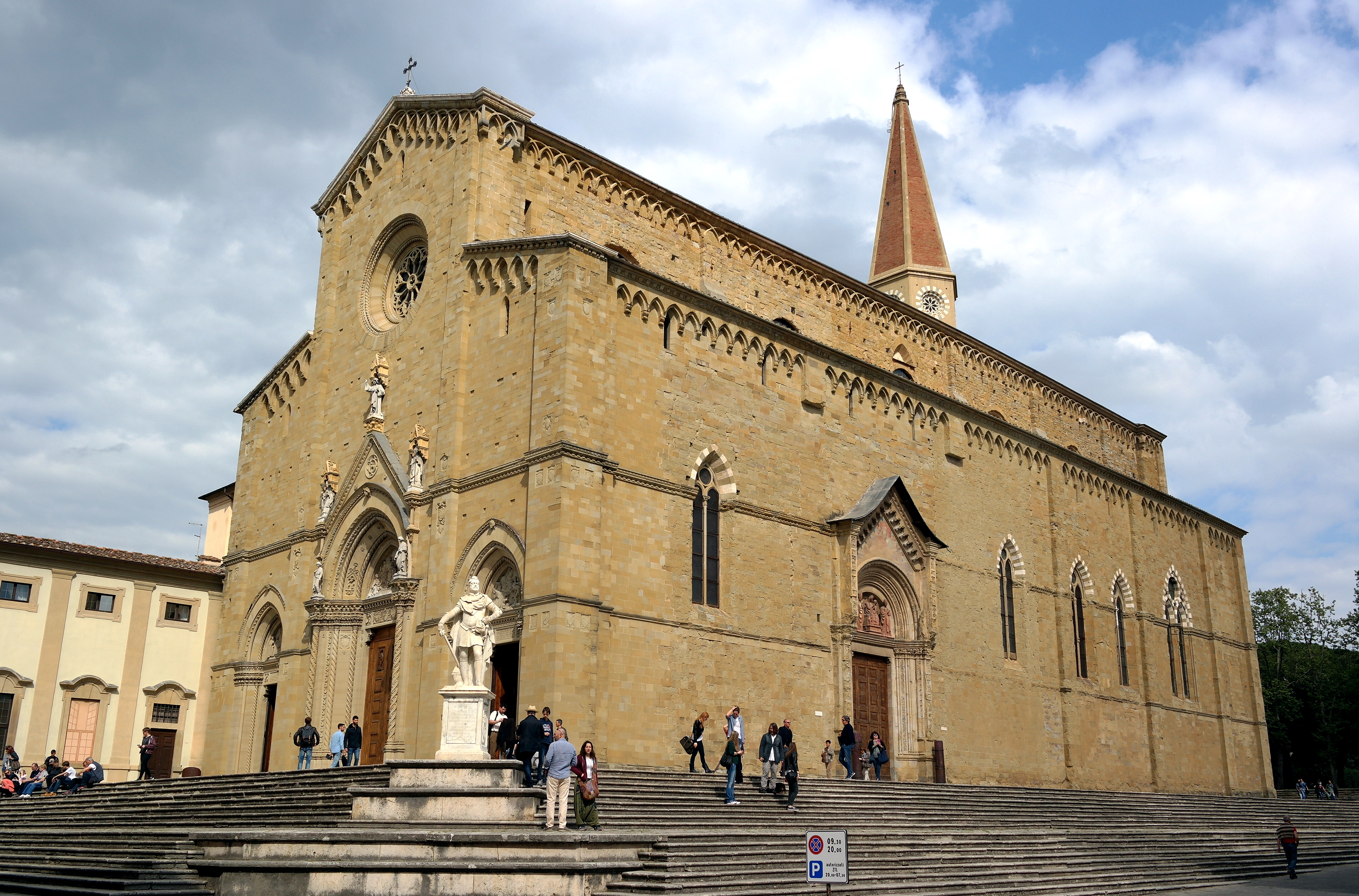
Il Duomo

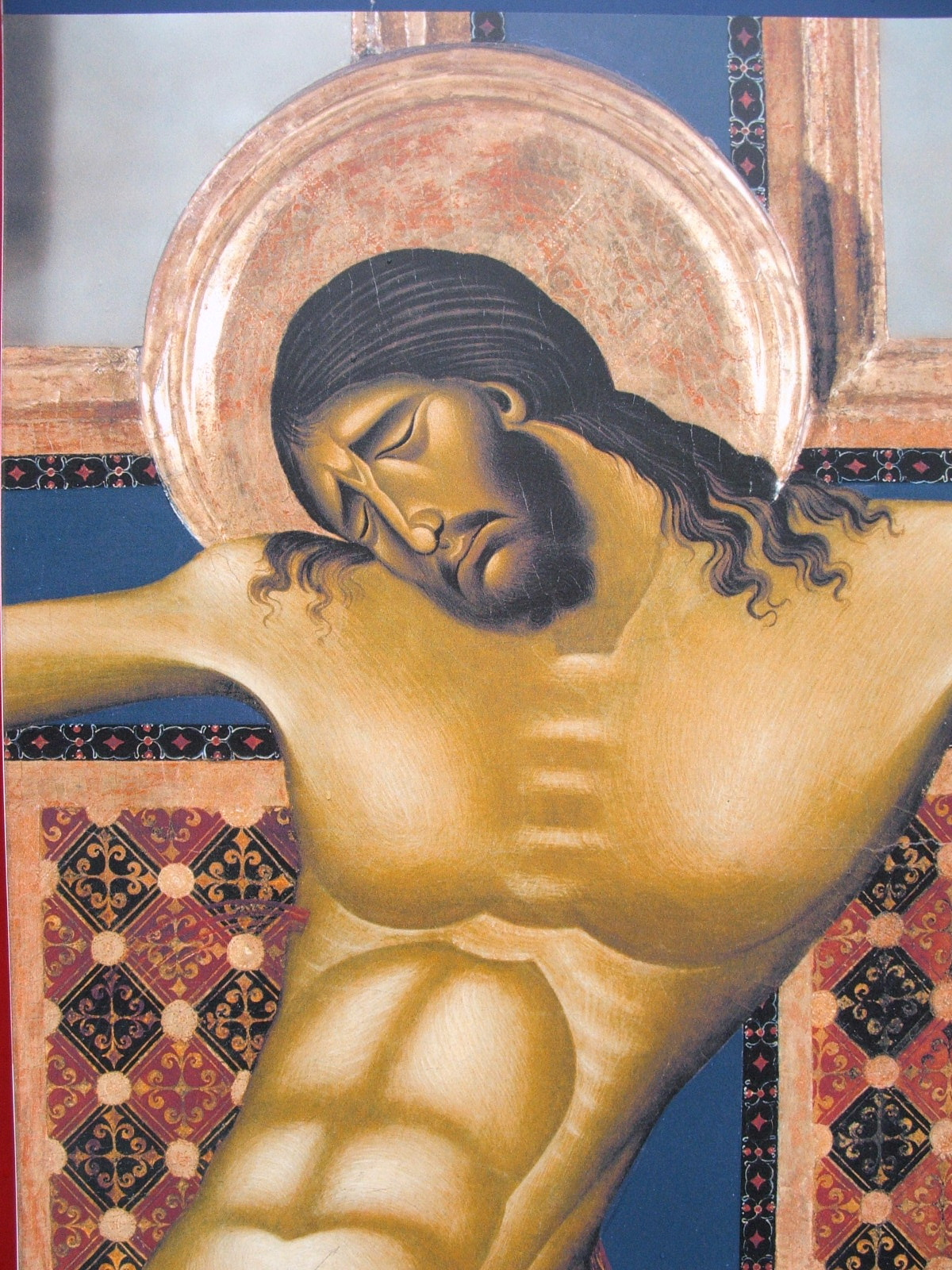
Particolare del Crocifisso ligneo di Cimabue nella chiesa di San Domenico

### Architetture religiose

#### Chiese
- Cattedrale: il Duomo, chiesa gotica contenente il sepolcro di papa Gregorio X, del XIV secolo, il Cenotafio Tarlati, l'affresco della Maddalena di Piero della Francesca e le vetrate di Guillaume de Marcillat.
- Chiesa di San Domenico: fondata nel 1275 e terminata all'inizio del Trecento. Vi è esposto il Crocifisso ligneo di Cimabue.Il Crocifisso di Cimabue nella Chiesa di San Domenico ad Arezzo

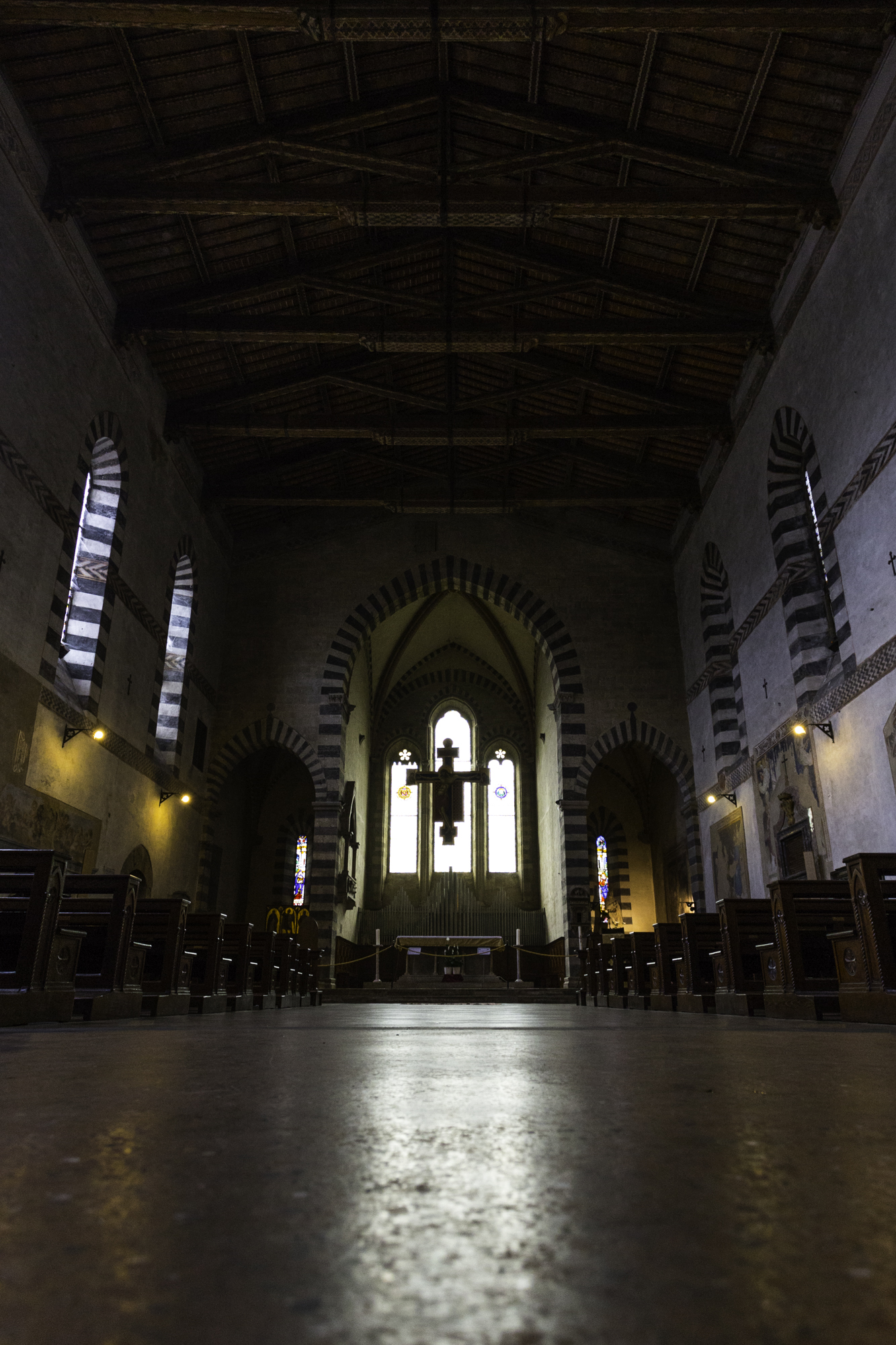
Il Crocifisso di Cimabue nella Chiesa di San Domenico ad Arezzo

- Basilica di San Francesco: La Cappella Bacci contiene l'affresco La Leggenda della Vera Croce, di Piero della Francesca.
- Santa Maria della Pieve (la Pieve), con una torre alta 59 metri, detta anche il campanile dalle cento buche, nell'archivolto del portale principale si ammira il complesso scultoreo lapideo policromo del XII secolo raffigurante Ciclo dei mesi e all'interno il polittico di Pietro Lorenzetti e il busto reliquario di San Donato.
- Chiesa di Santa Maria in Gradi, progettata dall'Ammannati con affreschi e cantorie del XVII secolo e un'antica cripta.
- Chiesa della Santissima Annunziata, detta della Madonna delle lacrime con opere di Giorgio Vasari e Pietro da Cortona e affresco di Spinello in facciata e portale trecentesco.
- Chiesa di San Michele
- Chiesa di Sant'Ignazio, annessa all'ex collegio dei Gesuiti; sconsacrata, è sede per mostre e concerti.
- Chiesa di Sant'Agostino, su impianto del XIII secolo e modificata nel XVIII secolo.
- Santa Maria delle Grazie: santuario quattrocentesco tardo gotico con portico rinascimentale di Benedetto da Maiano; altar maggiore in marmo e terracotta smaltata (fine Quattrocento), opera inconsueta di Andrea della Robbia che raffigura nel timpano Madonna con Bambino tra due angeli, nelle nicchie i Santi Lorentino, Pergentino, Donato e Bernardino, nel paliotto la Pietà; all'interno un affresco di Parri di Spinello (Madonna della Misericordia).

- Chiesa di San Bartolomeo
- Chiesa di San Benedetto
- Chiesa di San Bernardo
- Chiesa di San Clemente a Pigli
- Chiesa di Santa Cristina a Chiani
- Chiesa di San Gimignano
- Chiesa di San Giovanni Battista a San Firenze
- Chiesa di San Giuseppe del Chiavello
- Chiesa di San Leonardo
- Chiesa di San Lorenzo
- Chiesa di San Lorenzo a Pomaio
- Chiesa di San Niccolò
- Chiesa di San Pier Piccolo
- Chiesa di San Sebastiano
- Chiesa di San Severo
- Chiesa di Sant'Agnese
- Chiesa di Sant'Andrea a Pigli
- Chiesa di Sant'Antonio abate a Saione
- Chiesa di Santa Caterina
- Chiesa di Santa Cristina
- Chiesa di Santa Croce
- Chiesa di Santa Maria a Peneto
- Chiesa di Santa Maria a Pigli
- Chiesa di Santa Maria Assunta a Puglia
- Chiesa di Santa Maria della Porta
- Chiesa di Santa Maria Maddalena
- Chiesa dei Santi Lorenzo e Martino a Policiano
- Chiesa dei Santi Lorenzo e Pergentino
- Chiesa di San Michele
- Chiesa dei Santi Pietro e Paolo
- Chiesa di San Donato
- Chiesa dei Santi Quirico e Giulitta
- Chiesa della Santissima Trinità o della Misericordia
- Chiesa di Santo Stefano dei Cappuccini
- Chiesa delle Stimmate di San Francesco
- Pieve di San Donnino a Maiano
- Pieve di San Paolo
- Pieve di Sant'Eugenia al Bagnoro
- Pieve di Santa Maria alla Chiassa
- Pieve di Santa Mustiola a Quarto
- Pieve dei Santi Lorentino e Pergentino a Ranco
- Santuario di Santa Maria delle Grazie
- Santuario della Madonna del Giuncheto

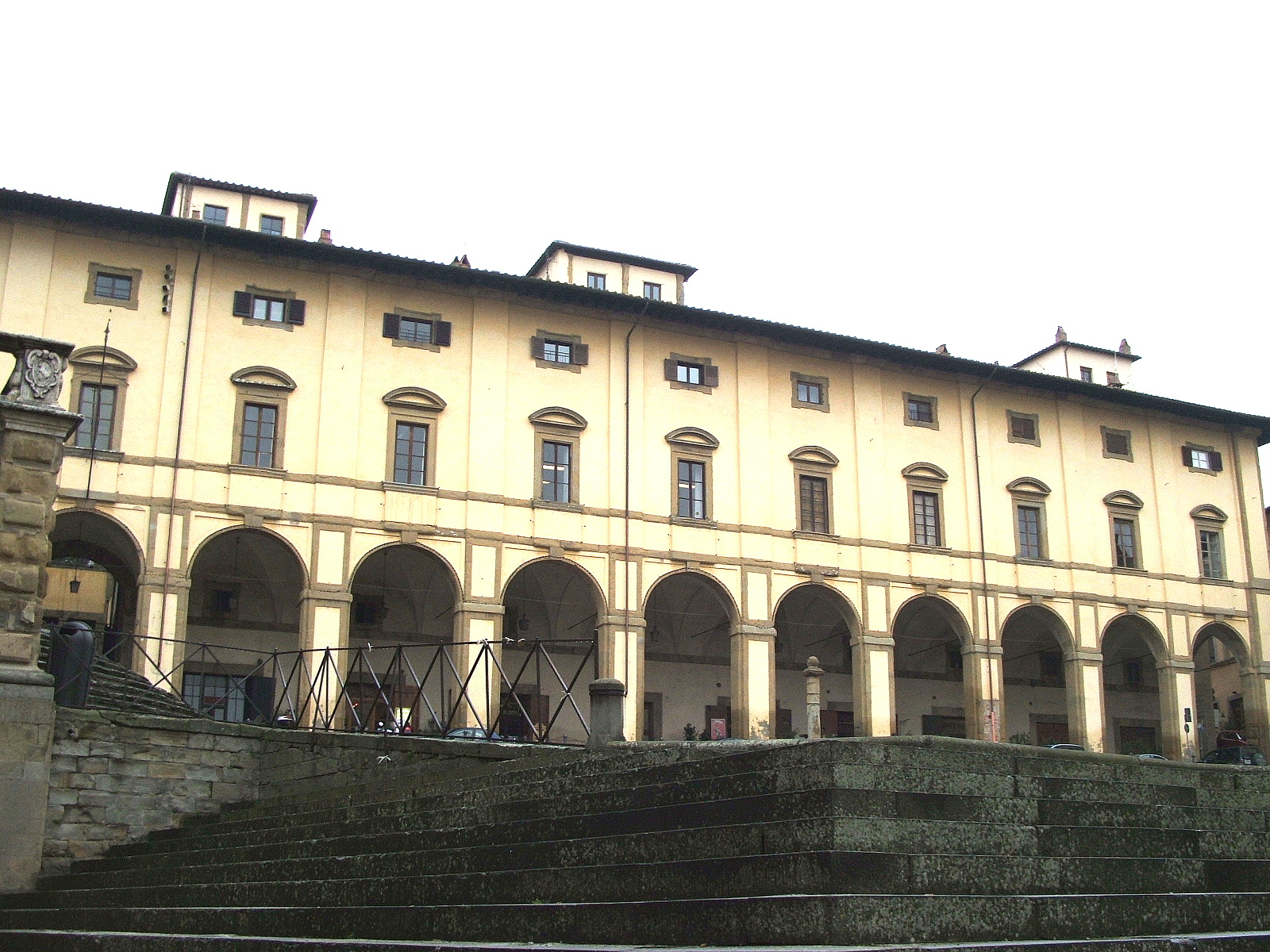
Logge del Vasari in Piazza Grande

#### Monasteri
- Badia delle Sante Flora e Lucilla (la Badia) con la croce dipinta di Segna di Bonaventura, l'altare maggiore di Giorgio Vasari e la Finta cupola di Andrea Pozzo.
- Badia di San Veriano
- Conservatorio di Santa Caterina
- Convento di Sargiano e chiesa di San Giovanni Battista

### Architetture militari
- Fortezza Medicea
- Castello di Battifolle, conosciuto anche come Castel Pugliese, dal nome della famiglia Pugliese, originaria di Prato, che ne fu proprietaria per un paio di secoli, è sito nell'omonima frazione.

### Architetture civili
- Casa del Petrarca
- Casa Vasari
- Casa dei Lappoli
- Casa-museo Ivan Bruschi
- Logge del Vasari
- Palazzo della Fraternita dei Laici
- Palazzo dei Priori, sede del municipio
- Palazzo Albergotti detto delle Statue
- Palazzo Pretorio dove ha sede la Biblioteca città di Arezzo

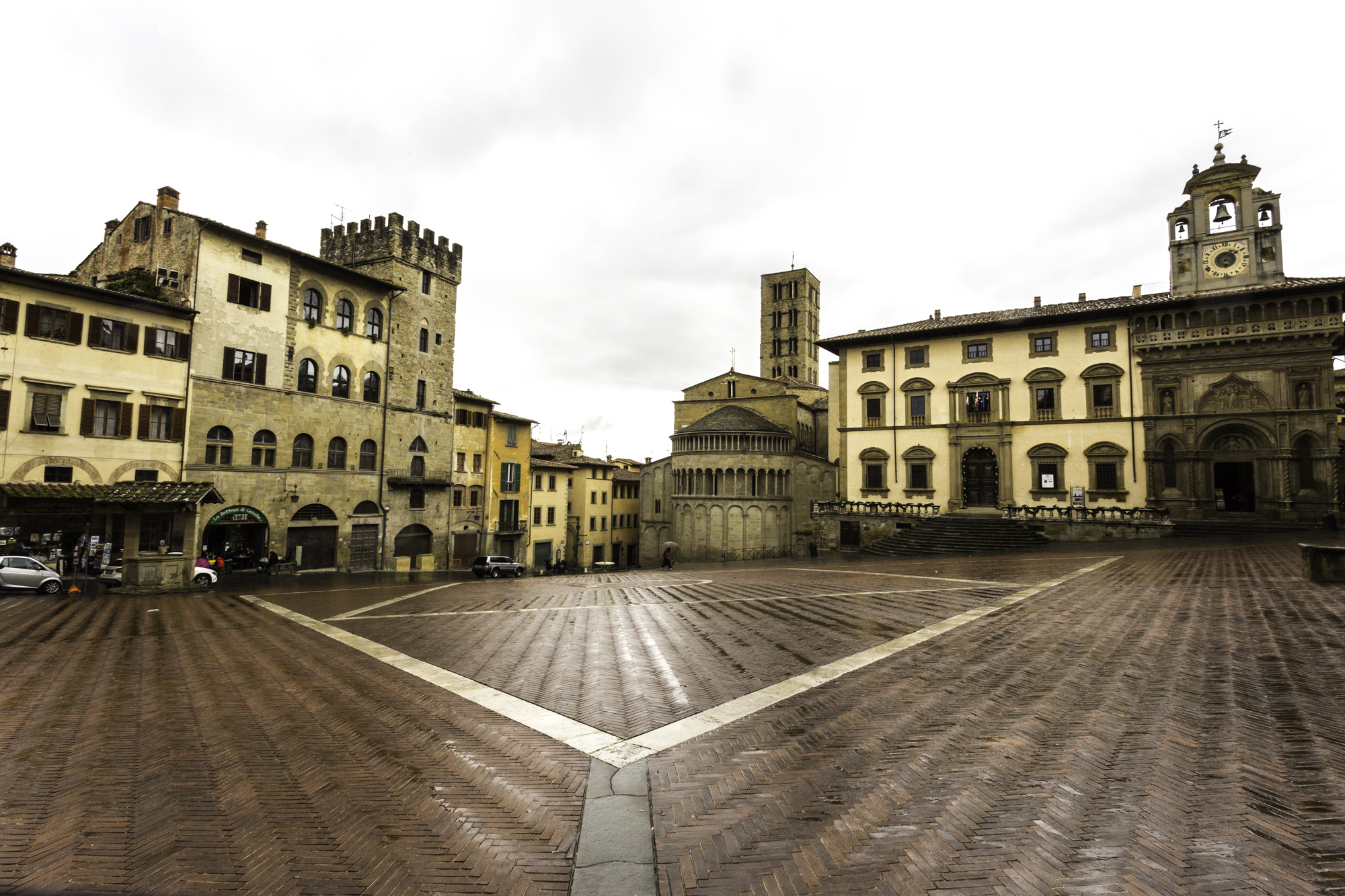
Panoramica di Piazza Grande

- Palazzo Barbolani di Montauto
- Palazzo Brandaglia
- Palazzo Camaiani-Albergotti
- Palazzo del Capitano del Popolo
- Palazzo Cofani-Brizzolari
- Palazzo della Badia
- Palazzo Bruni-Ciocchi
- Palazzo Fossombroni
- Palazzo Guillichini
- Palazzo Lappoli
- Palazzo del Vescovado
- Piazza Grande o Piazza Vasari
- Villa Severi
- Teatro Petrarca
- Caserma Italia
- Palazzo del Genio Civile
- Palazzo del Governo
- Palazzo della Provincia
- Palazzo delle Poste
- Politeama universale
- Teatrino di via della Bicchieraia
- Nuovo Palazzo di Giustizia
- Ospedale di Sant'Antonio Abate
- Villa La Striscia
- Val di Romana
- Villa il Cicaleto

### Altro
- Anfiteatro romano di Arezzo
- Monumento al Granduca Ferdinando I de Medici, scolpito da Pietro Francavilla su disegno di Giambologna e collocato nel 1594 all'angolo della scalinata della Cattedrale. Il Granduca, rappresentato in abiti militari contemporanei, si distacca dall'immagine eroica all'antica che era stata elaborata da Bandinelli per Cosimo I.[11]
- Monumento ai Caduti del Risorgimento
- Cimitero urbano
- Fornace Pianaccioli

## Società

### Evoluzione demografica
Abitanti censiti

### Etnie e minoranze straniere
Al 31 dicembre 2023 gli stranieri residenti nel comune erano 11 431, ovvero l'11,47% della popolazione. Di seguito sono riportati i gruppi più consistenti:
- Romania 3 514
- Bangladesh 1 538
- Pakistan 1 516
- Albania 814
- Cina 504
- Filippine 503
- Nigeria 276
- Marocco 246
- Polonia 242
- Sri Lanka 183

Secondo i dati elaborati dall'ufficio statistico del comune nel 2013, circa un terzo dei cognomi era di origine straniera, con una marcata rappresentanza di titoli appartenenti alla nobiltà storica di Bangladesh, India e Pakistan, quali: Hossain, Singh, Rahman e Khan. Più in dettaglio, 46 degli 8 661 cognomi censiti (pari al 5.3 per mille del totale) ricorrevano in 5 804 unità della popolazione residente, pari ad una quota parte del 5.8 %, oltre 10 volte più grande.

### Istituzioni, enti e associazioni
- Ospedale San Donato
- Centro Medico Specialistico "San Carlo Borromeo"
- Casa di Cura "Poggio Del Sole"
- Casa di Cura "San Giuseppe Hospital"
- Centro Chirurgico Toscano

In modo simile alle altre città toscane, il volontariato ad Arezzo si esplica in tre principali associazioni di assistenza: l'Arciconfraternita della Misericordia, la Pubblica Assistenza e la Croce Rossa Italiana. Le tre associazioni forniscono servizi di ambulanza e pronto intervento e supportano e si coordinano con la Protezione Civile quando necessario.
Esiste inoltre un largo numero di altre associazioni e iniziative per le attività più diverse: assistenza ai malati, inserimento degli immigrati, sostegno ai diversamente abili.

## Cultura

### Biblioteche
La Biblioteca città di Arezzo, la biblioteca pubblica del comune, possiede un notevole patrimonio che comprende 170 000 libri moderni e oltre 90 000 tra manoscritti, incunaboli, opere a stampa e periodici antichi.

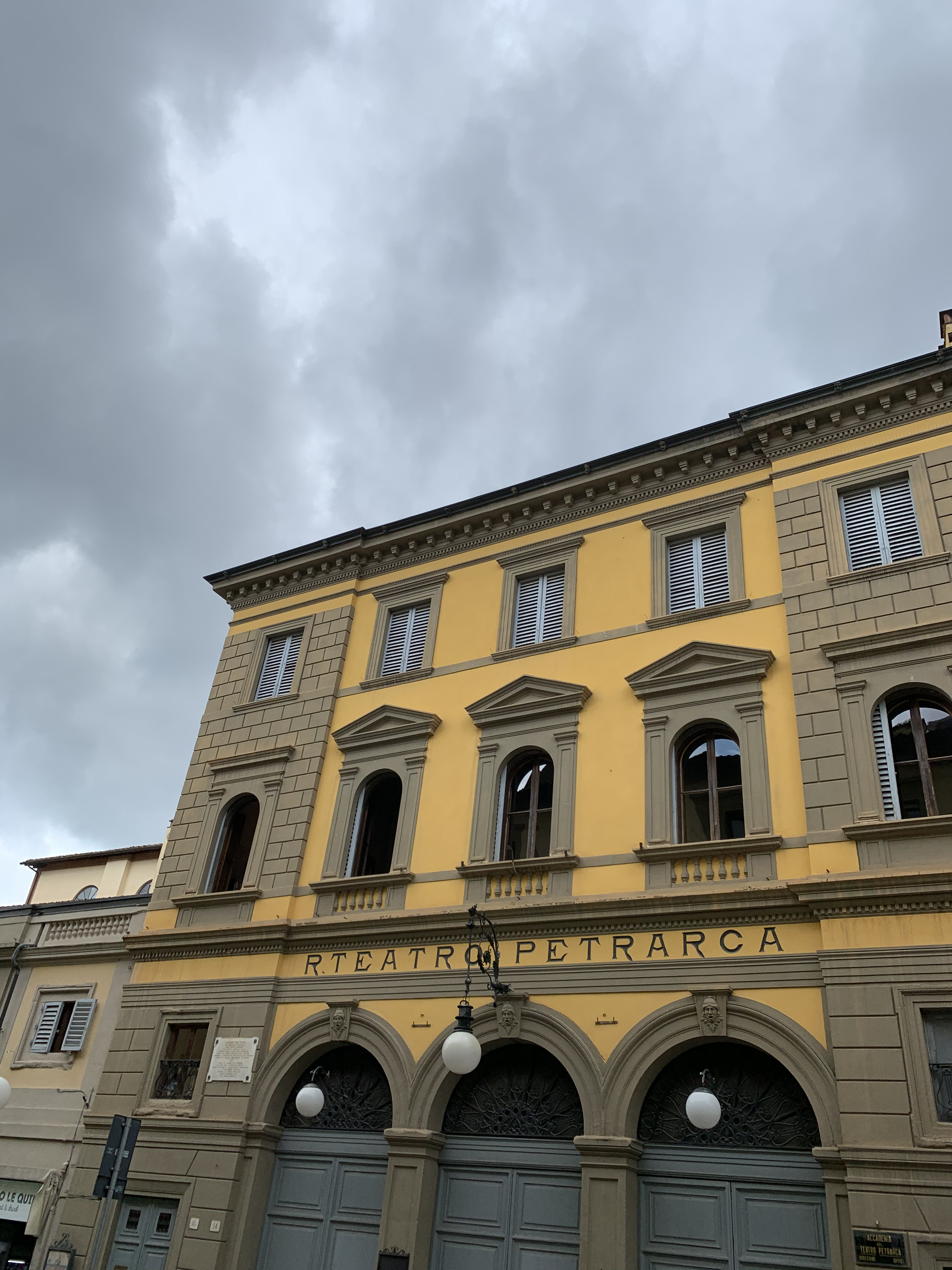
Il Teatro Petrarca

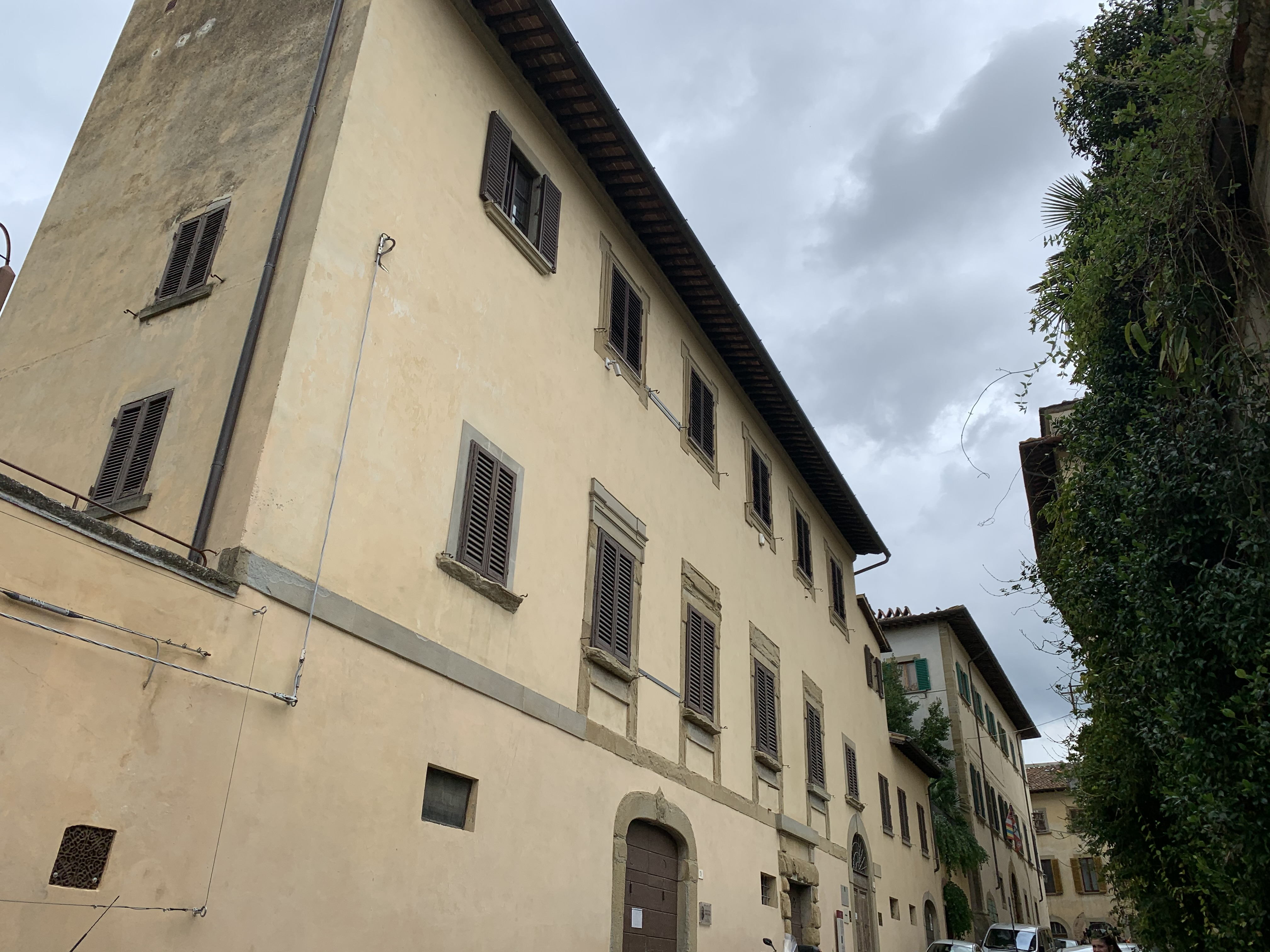
La Casa di Vasari

### Musei
- Museo archeologico statale Gaio Cilnio Mecenate
- Museo civico d'arte moderna e contemporanea (Arezzo)
- Museo diocesano d'Arte Sacra
- Museo d'arte medievale e moderna

- Casa museo di Ivan Bruschi
- Casa Vasari
- Museo dei Mezzi di Comunicazione (MUMEC)[16]
- Casa dei Tesori (Palazzo di Fraternita in Piazza Grande)

- Museo "I colori della giostra"
- Museo della vita
- Museo amaranto
- Museo della fauna selvatica
- Museo della fraternità dei laici
- Museo i colori della giostra
- Museo delle medaglie dell'europa napoleonica
- Museo orodautore
- Museo storico Unoaerre industries
- Museum Leonardo e l'Aretino[17]
- Casa di Francesco Petrarca[18]
- Galleria comunale d'arte contemporanea[19]
- Museo Nazionale del Collezionismo Storico[20]

### Università
A partire dal ventunesimo secolo, ad Arezzo è situato un distaccamento dell'Università di Siena.

### Media
- Teletruria
- Arezzo Notizie
- Arezzo tv
- Telesandomenico
- La Nazione
- Corriere di Arezzo

### Cinema
Elenco dei film girati, in tutto o in parte, ad Arezzo:
- Il paziente inglese (1996);
- La vita è bella (1997);[22]
- L'uomo del vento (2001);
- Quore (2002);[23]
- La seconda volta non si scorda mai (2008);
- Per una notte d'amore (2008), fiction Rai;[24]
- Benvenuti in amore (2008);
- Una sera d'ottobre (2009), fiction Rai;[25]

- La ragazza americana (2011), fiction Rai;[26]
- L'uomo dalla faccia di ladro, (2011) cortometraggio;[27]
- Un fantastico via vai (2013) film;
- Neverlake (2013).[28]

### Eventi

#### Manifestazioni e fiere
Ogni prima domenica del mese e il sabato precedente si tiene per le vie del centro storico e in Piazza Grande la "Fiera antiquaria", nata nel 1968 da un'idea dello storico antiquario aretino Ivan Bruschi. Il 9, 10 e 11 settembre di ogni anno si tiene la "fiera di settembre" (Fiera del Mestolo).
L'ultima settimana di agosto si svolge dal 1952 il Concorso polifonico Guido d'Arezzo, concorso internazionale dedicato a Guido Monaco al quale partecipano cori provenienti da tutto il mondo. Il concorso è una tappa del Gran premio europeo di canto corale che si svolge periodicamente ad Arezzo circa ogni sei anni. La Fondazione Guido da Arezzo organizza annualmente anche il Concorso Polifonico Nazionale a cui partecipano cori provenienti da tutta Italia.
In autunno si svolge il Festival Internazionale "I Grandi Appuntamenti della Musica" organizzato dall'Ente Filarmonico Italiano con il patrocinio del Ministero per i Beni e le Attività Culturali e il contributo dei principali enti territoriali.
Nel 1987 si è svolta ad Arezzo la prima edizione di Arezzo Wave, manifestazione rock divenuta punto di riferimento in Italia per le nuove tendenze musicali, le nuove proposte internazionali e prestigioso trampolino di lancio per i gruppi emergenti. Il festival si è tenuto ad Arezzo fino al 2006 portando in città come ospiti Ben Harper, Dave Matthews Band, Moby, Sonic Youth, The Residents, David Byrne, Jon Spencer, Skin oltre a tutti gli italiani più interessanti e importanti. Dal 2007 il festival si è spostato da Arezzo divenendo Italia Wave e si è svolto a Firenze, Livorno, Lecce con ospiti Scissor Sisters, Mika, The Good the Bad and the Queen, Kaiser Chefs, The Raveonettes, Gnarls Barkley, Speed Caravan, Chemical Brothers.
Nel 2012 il festival è ritornato nella città che gli ha dato i natali.
Dal 2007 al 2011 si svolge ad Arezzo PLAY Arezzo Art Festival, manifestazione culturale sempre incentrata sulla musica rock. Tra gli artisti invitati vi sono i Negrita, Peter Gabriel, Lou Reed, Joan Baez, Ben Harper, Goran Bregović, Carmen Consoli, Max Gazzè, Peter Brook, Subsonica, Tracy Chapman e Patti Smith.

#### Feste e ricorrenze
Le feste proprie della città sono quelle del patrono San Donato, il 7 agosto, e quella della Madonna del Conforto, il 15 febbraio. Il 10 gennaio si festeggia il Beato Gregorio X, compatrono della città.

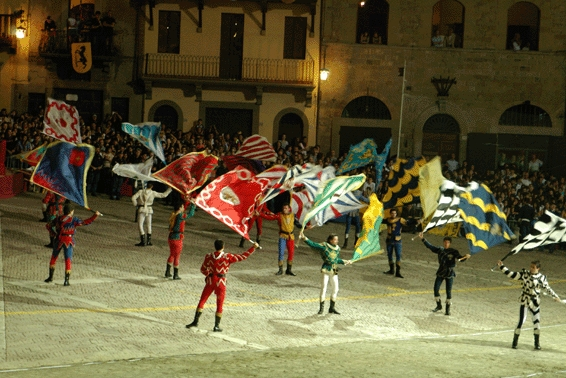
Gli sbandieratori di Arezzo alla Giostra del Saracino

#### Giostra del Saracino
Nel quadro delle rievocazioni storiche, di cui il centro Italia è ricco, si colloca la Giostra del Saracino. Ripristinato in rievocazione storica nel 1931, la Giostra del Saracino si corre ad Arezzo nella Piazza Grande il terzo sabato di giugno in notturna e la prima domenica di settembre in edizione diurna. Nella giostra si sfidano i 4 quartieri della città: Quartiere di Porta del Foro, Quartiere di Porta Crucifera, Quartiere di Porta Sant'Andrea e il Quartiere di Porta Santo Spirito.
Ogni cavaliere corre la lizza in base all'ordine stabilito dall'estrazione delle carriere, un rito che si svolge nella piazza del Comune una settimana prima della Giostra. Il cavaliere porta una lancia con la quale deve colpire il tabellone sostenuto dal buratto, una statua lignea rappresentate il Saraceno (da cui il nome). Il punteggio è compreso tra uno e cinque punti; ogni quartiere corre due volte finché, ricorrendo talvolta allo spareggio, un quartiere non predomina sugli altri.

## Geografia antropica

### Suddivisioni amministrative
La città è stata suddivisa fino al 2011 in sei circoscrizioni:
1. Circoscrizione 1 - Giovi
2. Circoscrizione 2 - Fiorentina
3. Circoscrizione 3 - Saione
4. Circoscrizione 4 - Giotto
5. Circoscrizione 5 - Rigutino
6. Circoscrizione 6 - Palazzo del Pero

La legge finanziaria 42/2010, entrata in vigore l'anno successivo, ha disposto l'abolizione delle circoscrizioni amministrative nei comuni con un numero di residenti inferiore a 250 000.

### Suddivisioni storiche
L'agglomerato cittadino viene comunemente suddiviso in zone o quartieri e, per motivi storici, un certo numero di località diffuse sul territorio comunale e situate a una certa distanza dal capoluogo possono essere considerate frazioni di Arezzo.
Per quanto riguarda i quartieri cittadini, che vengono definiti "zone" nella cartellonistica stradale urbana, abbiamo:
- Centro Storico
- Chimera
- Fiorentina (zona)
- Fonte Veneziana/Villa Severi
- Giotto (zona)
- La Catóna (zona)

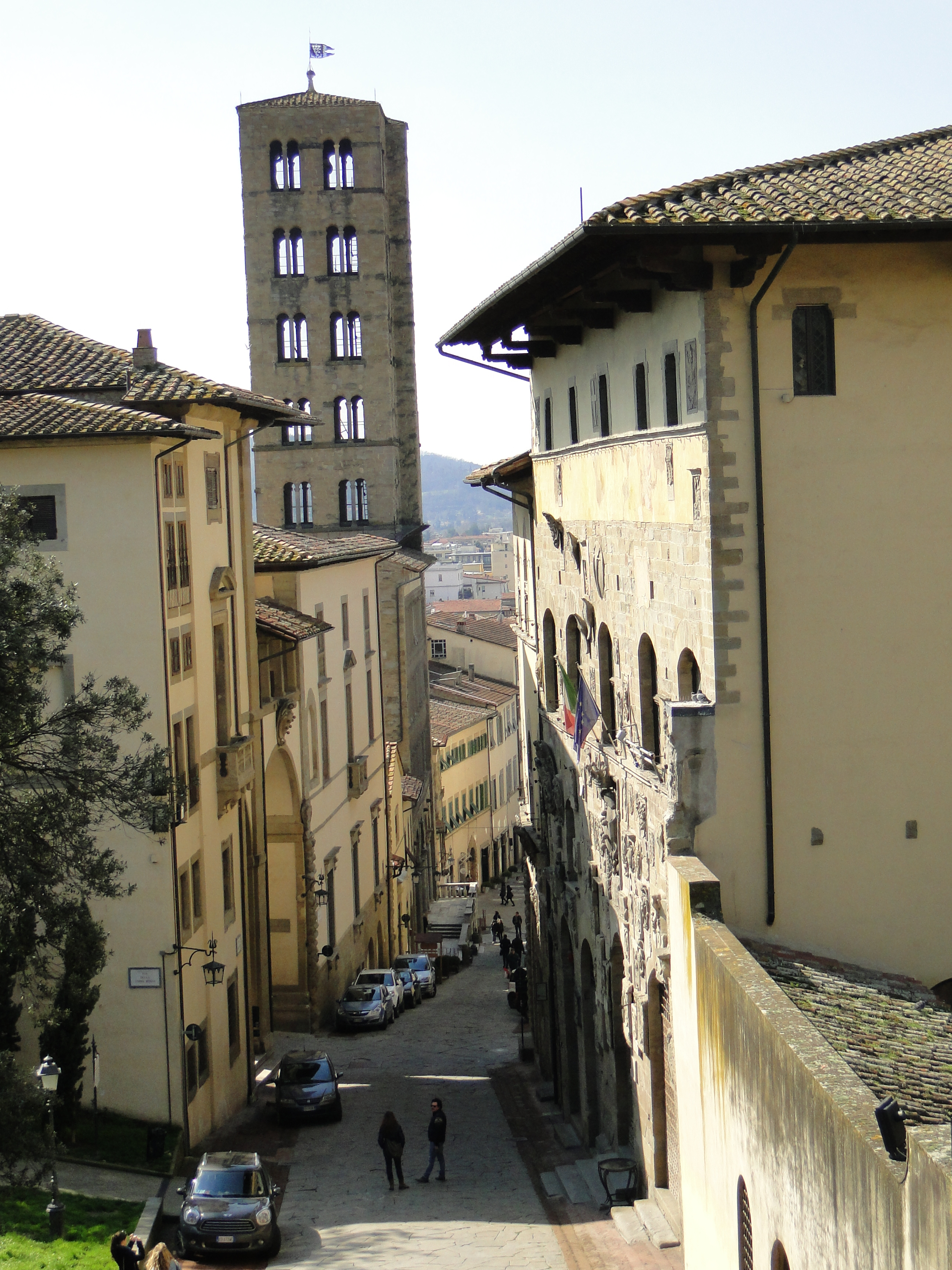
Veduta di corso Italia e della torre di Santa Maria della Pieve nel Centro storico

- Maestà di Giannino (zona industriale)
- Meridiana
- Marchionna
- Orciolaia
- Pescaiola/San Donato

- Pantano
- Pratacci (zona industriale)
- Romana/San Marco
- Saione (zona)
- Setteponti (zona industriale)
- Tortaia
- Trento Trieste
- Villaggio Dante
- Villaggio Gattolino
- Villaggio Oriente

### Frazioni

#### Elenco delle frazioni
Agazzi, Antria, Bagnaia, Battifolle, Battifolle-Ruscello-Poggiola, Bossi-Cellaio, Bottega, Buon Riposo, Campi, Campoluci, Casa al Cincio, Casa alla Sisa, Ceciliano, Chiassa, Chiassa-Tregozzano, Donatiella, Dosso, Frassineto, Fusatone-Molin Bianco, Gaville, Giovi d'Arezzo, Giovi-Ponte alla Chiassa, Gorgone-Marmorino, I Ponti, I Sadotti, Il Busco, Il Matto, Il Torre, Indicatore, La Costa, La Filandra, La Pazienza, Le Lastre, Le Poggiacce, Lentignano, Madonna di Mezzastrada, Marcena, Meliciano, Molin Bianco-Pian d'Usciano, Molin Nuovo, Molinelli, Monte Petrognano, Monte Sopra Rondine, Muciafora, Mugliano-Fattoria Mugliano, Olmo, Osteria Nuova, Ottavo, Palazzetti, Palazzo del Pero, Patrignone, Peneto, Petrognano Basso, Pieve al Bagnoro, Poggiola, Policiano, Ponte alla Chiassa, Ponte Buriano-Cincelli, Porcile, Poti, Poggiolo, Pratantico, Pratantico-Indicatore, Puglia, Quarata, Ranco di Frassineto, Rigutino, Ristradelle, Rondine, Ruscello, Salceta-Formicheto-Osteria, San Cassiano, San Firenze-Fonte di Sala, San Giuliano d'Arezzo, San Leo, San Polo, Sant'Agata alle Terrine, San Zeno, Santa Firmina, Santa Maria alla Rassinata, Sargiano, Scopeto, Sereni, Staggiano, Stoppedarca, Stroppiello, Talzano, Terrarossa, Tregozzano, Venere, Vignale, Vitiano.

#### Giovi
Giovi è una frazione situata a 241 metri sul livello del mare, arroccata sulla riva sinistra del fiume Arno sopra lo strapiombo dominante la confluenza del torrente Chiassa. Al limite della piana di Arezzo, dista 6,16 km in direzione Nord dalla città. Allocato nei pressi dell'intersezione fra la S.R. 71 (ex S. S. Umbro Casentinese) e la S. P. della Libbia che, a Est, attraverso i valichi della Scheggia e di Anghiari raggiunge la Valtiberina e, a Ovest innesta, in loc. Quarata, sulla S. P. Setteponti che dirige verso il Valdarno e Firenze.
Nel 2008 la sua popolazione era di 737 abitanti, e la sua parrocchia, comprendente Borgo a Giovi, Ponte alla Chiassa, Petrognano e frazioni minori, aveva una consistenza 1 750 abitanti residenti.

#### Olmo

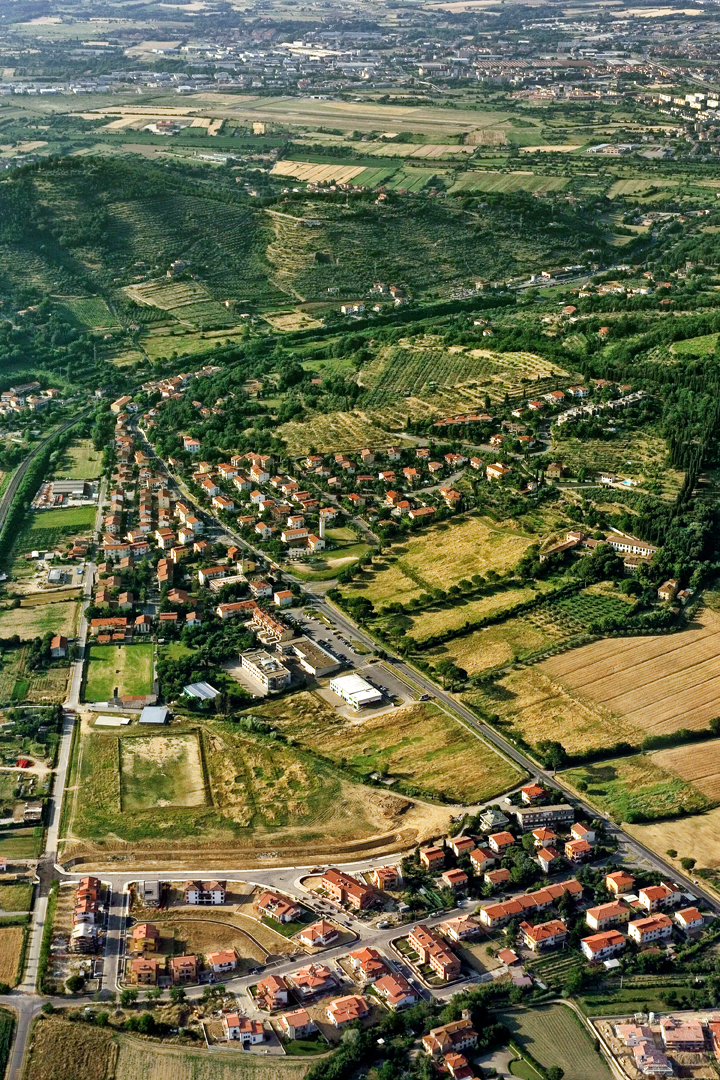
Veduta di Olmo

La frazione di Olmo, con i suoi 3 500 abitanti, è situata a circa due km dalla città e cinque km dal centro storico.
Olmo è famoso per l'importante ritrovamento di un teschio, il cosiddetto Uomo dell'Olmo, probabilmente attribuibile alla specie Homo sapiens, appartenuto secondo alcune analisi a un individuo donna vissuto possibilmente nel Pleistocene medio. Al confine tra Olmo e la vicina frazione di S. Anastasio si trova la storica Villa Mancini.
La chiesa del paese di Olmo risale alla fine degli anni sessanta, fino al 1995 è appartenuta al movimento dei francescani e successivamente è stata ceduta alla curia vescovile. Ultimo frate francescano a guidare la parrocchia è stato "padre Graziano" (Sante Conti). Negli ultimi anni, inoltre, vi sono state eseguite varie opere di ristrutturazione e ampliamento tra le quali la costruzione del campanile di cui la chiesa stessa era sprovvista. I santi patroni del paese sono S. Vincenzo e S. Anastasio che si festeggiano il 22 gennaio. Per gli amanti delle camminate, delle corse in montagna a piedi e in mountain-bike, il paese di Olmo è adatto come punto di partenza in quanto dallo stesso hanno inizio alcune strade e sentieri che portano verso il monte Lignano, visibile voltando lo sguardo a est, confluendo nel famoso "Sentiero 50" che unisce il lago Trasimeno, partendo da Passignano (PG), fino al monte della Verna in Casentino (AR).

#### Palazzo del Pero

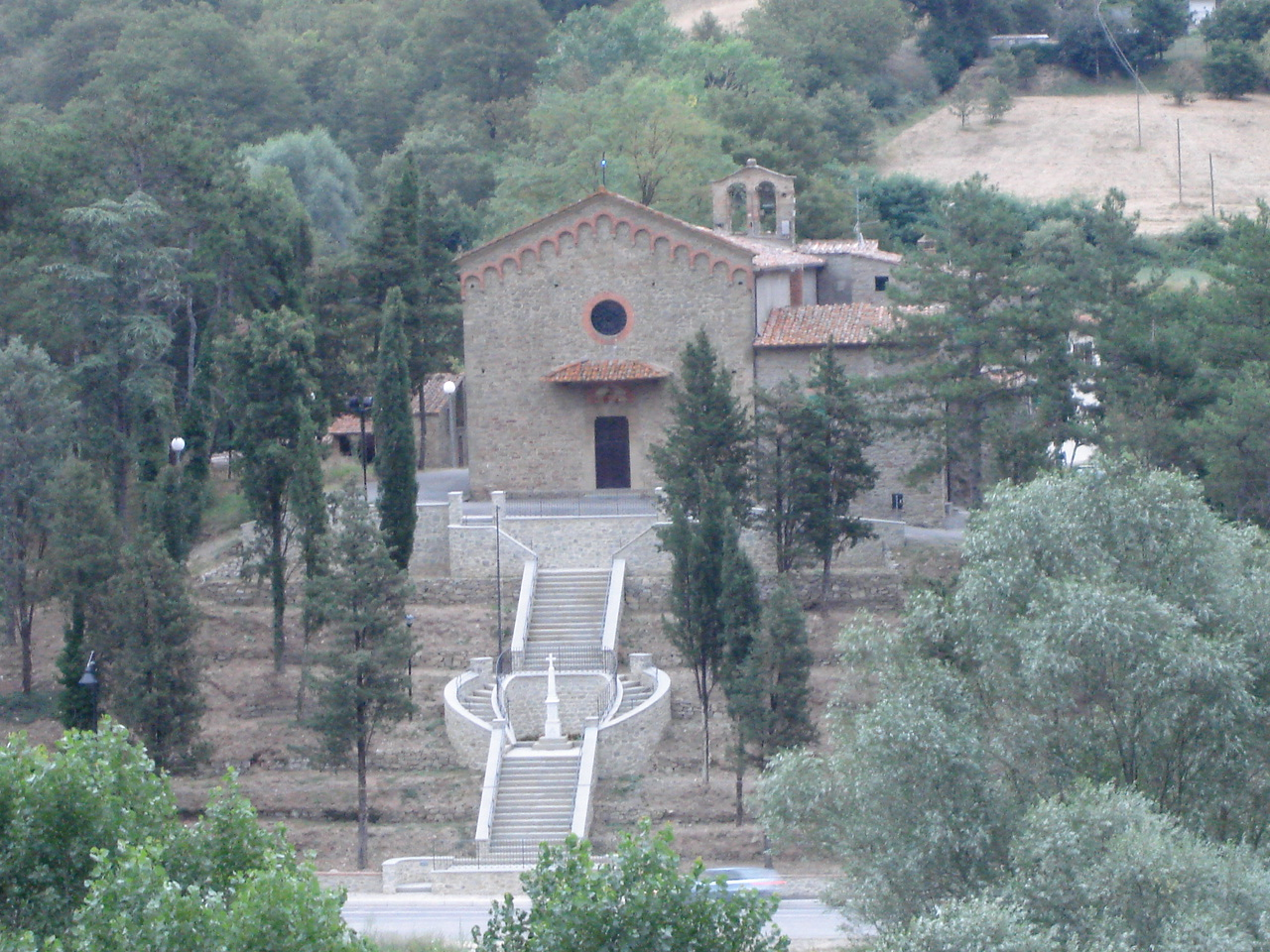
Pieve di San Donnino a Maiano

Palazzo del Pero è una frazione del Comune di Arezzo ed è il capoluogo della Circoscrizione 6, è situata a 10 km dalla città in direzione Sansepolcro.
La Circoscrizione con i suoi 102,5 km², è poco meno di un terzo di tutto il Comune.
È zona montana e con i 12 abitanti per km², risulta la zona meno densamente popolata.
Le altre frazioni della circoscrizione sono Pieve a Ranco e Rassinata.
La zona ha un grande valore paesaggistico e racchiude nel suo territorio una serie di piccoli gioielli artistici come la Pieve di S.Donnino, risalente al VII secolo (Tafi) le cui absidi (XI secolo) sono visibili dall'interno della canonica, la Badia di S. Veriano, il Castello di Ranco e molti altri ancora.

#### Patrignone

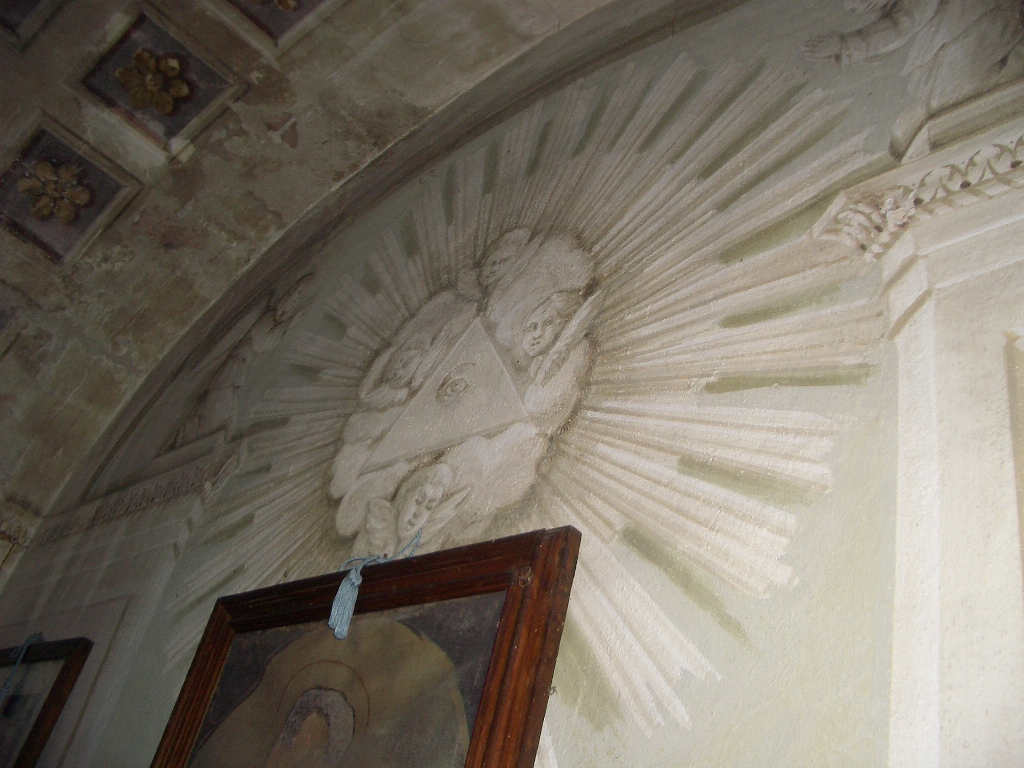
Dettaglio della Cappella Palatina della Villa di Colle Allegro

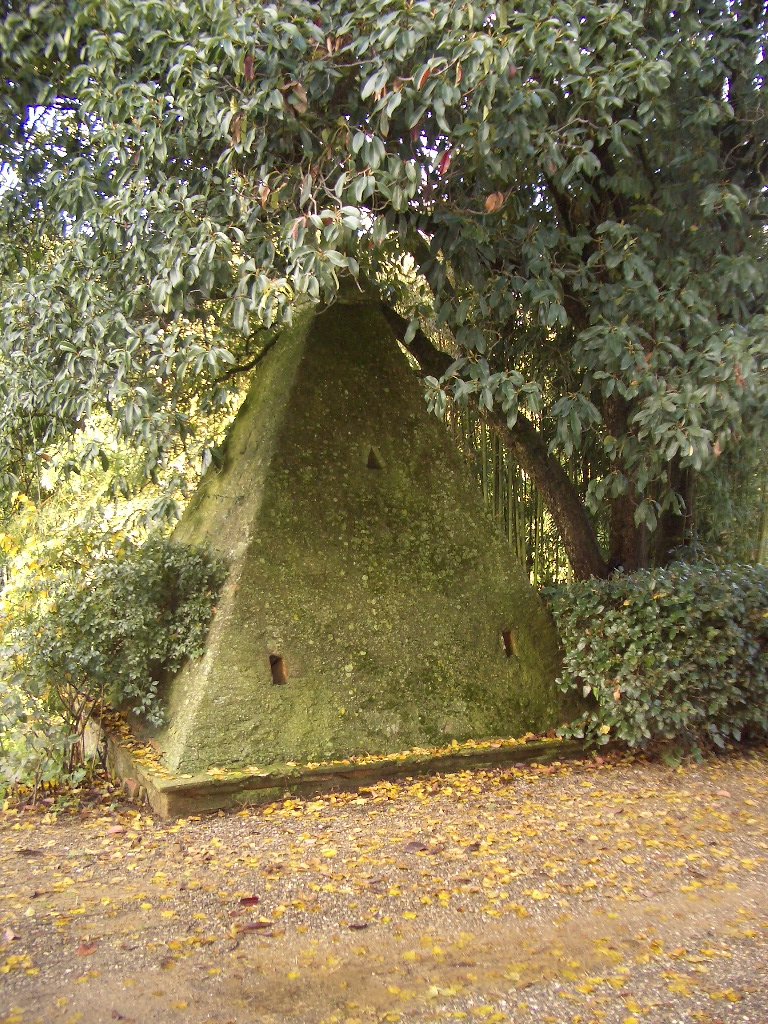
Dettaglio del parco della Villa di Colle Allegro

Piccola frazione sulla via per il Casentino situata a circa 3,5 km dalla città. Fa parte della Circoscrizione 1 del comune di Arezzo. Ospita la Villa di Colle Allegro. Di origine seicentesca ha subito molti rimaneggiamenti e ampliamenti. Il più importante a fine ottocento quando il proprietario di allora, Lorenzo Guiducci, l'arricchì di due ali e di simboli della libera muratoria. L'ampio parco è caratterizzato dalla presenza di numerose e rigogliose piante esotiche, sequoie, cedri del libano e un boschetto di bambù.

#### Quarata
Quarata si trova in direzione nord rispetto al centro della città, conta circa 2 000 abitanti e amministrativamente fa parte della Circoscrizione 1. È uno dei nuclei medievali più importanti del comune d'Arezzo. Secondo alcuni studiosi, il suo castello fu usato da Leonardo da Vinci come punto d'osservazione del paesaggio che poi dipinse nella Gioconda. Il 10 gennaio 1276, qui morì Gregorio X, al suo ritorno dal concilio di Lione II. Il patrono è Sant'Andrea apostolo. Nel 1844 a Quarata è stata rinvenuto una statuetta di un atleta in bronzo, risalente al 460–440 a.C. con iscrizione Etrusca sulla gamba destra de Klanins, riferita alla sacraltà del fiume Clanis, da cui prende il nome la val di Chiana, attualmente al Musée De La Bibliothéque National De France a Parigi.

#### San Zeno
La frazione di San Zeno si trova presso le frazioni di Olmo e Ripa di Olmo.
Vi si trova una grande zona industriale, oltre a un impianto di incenerimento rifiuti.
Da qui parte la superstrada che collega Arezzo con Siena.
Una cappella Sancti Zenoni è documentata nel 1022 e risulta dipendente dalla Pieve di Santa Mustiola a Quarto nel 1113. Nel XIII secolo la chiesa fu costruita in stile romanico, riconoscibile soltanto nella facciata. L'interno è costituito da un'unica navata.
Ogni anno nel giorno del Venerdì Santo viene rievocata la crocefissione di Cristo nelle colline di San Zeno: si tratta di una rappresentazione che risale a molti anni fa, una delle più antiche della provincia.
Il 30 aprile 2008 nella zona industriale di San Zeno ad Arezzo è stato inaugurato il primo idrogenodotto al mondo realizzato in area urbana. Il meccanismo di funzionamento è semplice: l'idrogenodotto, attraverso un percorso sotterraneo profondo circa un metro e 20 centimetri, porta idrogeno puro alle ditte orafe di Arezzo, all'HydroLAb e, in tempi strettissimi, anche alle abitazioni della zona di S. Zeno. La produzione energetica avviene attraverso l'utilizzo di generatori a idrogeno che hanno come unica emissione vapore acqueo.

#### Agazzi
Agazzi sorge in una collina a 5 km sud di Arezzo, lo si può raggiungere da Arezzo venendo da via Chiarini oppure da via Chiari, da Siena e da Sansepolcro con l'E78 "Superstrada dei due Mari Grosseto-Fano", da Perugia con la SR 71 "Umbro-Casentinese", da Firenze e da Roma con l'A1 uscendo ad Arezzo. Agazzi si presenta apparentemente come un paese di recente costruzione: in realtà la parte più bassa al di sotto della ex scuola lo è, ma le case della parte alta sono di fattura molto meno recente. Nella frazione ha notevole importanza l'"Istituto Privato di Riabilitazione Madre della Divina Provvidenza dei Passionisti", ma anche la "Chiesina delle Lampade", proprietà privata, di cui ci sono testimonianze sin dal 1217, sulla chiesa di Agazzi ossia la "Chiesa dei Santi Iacopo e Cristoforo", non si hanno fonti ben precise sulla sua nascita, è in stile settecentesco però c'è una pietra su cui è scritto che fu fatta ristrutturare nel 1623.

## Economia
Fino al primo dopoguerra l'economia della città si è basata sostanzialmente sulla coltivazione delle campagne circostanti e, soprattutto, sul commercio e intermediazione dei prodotti agricoli delle quattro vallate. Risale a questo periodo un foro boario destinato al mercato degli animali come, ad esempio, i bovini di razza chianina. Questo tipo di attività non è del tutto abbandonata sebbene sia diventata marginale rispetto ad altre.
Nel primo dopoguerra, infatti, la posizione favorevole di Arezzo rispetto alle vie di comunicazione cominciò a essere valorizzata grazie alla costruzione della linea ferroviaria Roma-Firenze e di tre ferrovie secondarie: la Arezzo-Fossato di Vico, la Arezzo-Stia e la Arezzo-Sinalunga. La prima grande industria della città, la Sacfem, produceva e forniva materiale rotabile a queste ferrovie.
Dopo la seconda guerra mondiale la vocazione industriale della città proseguì non più nel settore delle costruzioni ferroviarie ma nella lavorazione dei metalli preziosi. Sorgono in questo periodo centinaia di piccole e medie aziende specializzate in questa attività e alcune grandi aziende, come la Unoaerre; la città è al centro di uno dei principali distretti orafi del paese e del mondo.
L'attività industriale, fino al 1980 circa, si basava anche sulla moda (si pensi, ad esempio, alla Lebole) ma questo settore, sebbene largamente presente nella provincia, ha progressivamente abbandonato la città.
Sono ancora attive e diffuse varie attività artigianali, tra le quali sono rinomate le lavorazioni dell'oro e dell'argento finalizzate alla realizzazione di gioielli e oggetti di bigiotteria, oltre all'arte della ceramica, che spazia dalle terrecotte alle terraglie e a quella antica del mobile, grazie alla quale vengono realizzati oggetti spazianti dallo stile rinascimentale fino a quello moderno passando per quello rustico.
Negli ultimi anni si sono evidenziate infiltrazioni della criminalità organizzata ad Arezzo, testimoniate anche da alcuni maxisequestri di beni.

### Servizi
La Banca Popolare dell'Etruria e del Lazio S.C., o brevemente Banca Etruria dal 22 novembre 2015 in liquidazione coatta amministrativa, è stata una banca popolare dal forte presidio territoriale nel Centro Italia, fondata nel 1882 e con sede legale nella città. Dal giorno successivo è stata rifondata, come Good Bank, con la nuova denominazione di Nuova Banca dell'Etruria e del Lazio S.p.A., in breve Nuova Banca Etruria, con la "parte buona" della vecchia banca senza più essere una popolare. Ha la sede sociale a Roma e la Direzione Generale in città.
Per l'informatica e le telecomunicazioni sono presenti in città 2 dei 7 datacenter della società Aruba S.p.A., azienda che offre servizi di web hosting, e-mail e registrazione di nomi di dominio. Fu fondata ad Arezzo anche la società Plug It, specializzatasi successivamente in prodotti e servizi di telecomunicazioni sotto il nome Eutelia. In seguito al fallimento aziendale per bancarotta fraudolenta, nel 2012 il ramo telecomunicazioni è stato ceduto e riconvertito nella società Clouditalia Telecomunicazioni, la quale ha mantenuto la sede aretina fino alla sua fusione in Irideos.

## Infrastrutture e trasporti

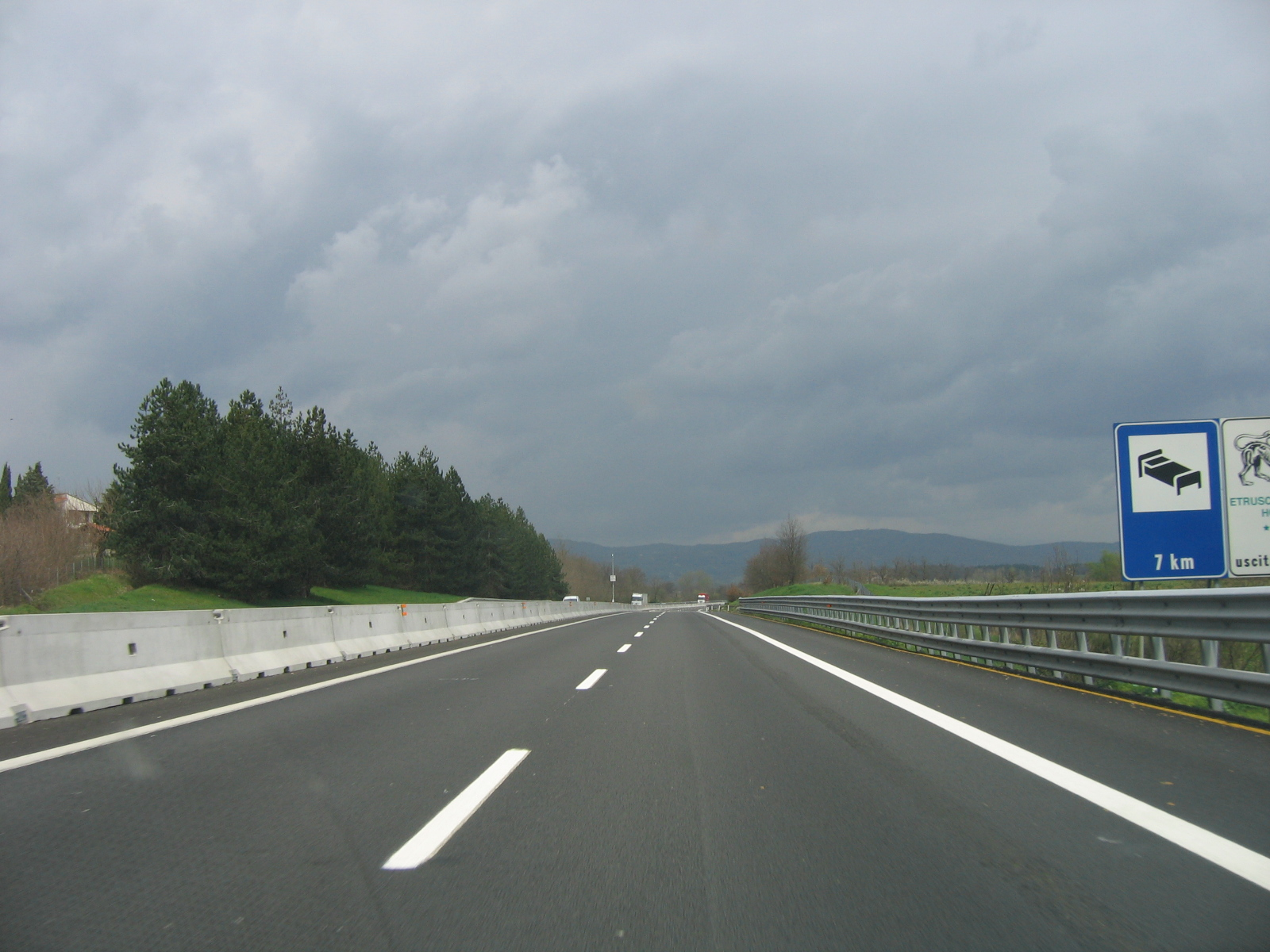
L'autostrada del Sole nei pressi di Arezzo

### Strade
La principale infrastruttura viaria che serve la città è l'Autostrada A1, alla quale è collegata da un breve raccordo che si dirama dalla tangenziale urbana e raggiunge il casello in 8 km. Arezzo è toccata anche da tre ex-strade statali: la SS 69 (ora SR 69) che la collega a Firenze attraversando tutto il Valdarno superiore; la SS 73 (ora SP 157 e SR 73) che collega le località di Braccagni (GR) e Sansepolcro (AR) passando per Siena e Arezzo; la SS 71 (ora SP 152, SR 71, SP 142, SP 138, SP 7 e SP 118) che collega le località di Montefiascone (VT) e Ravenna passando per Orvieto, Cortona, Arezzo e Cesena. La città è inoltre al centro della S.G.C. Due Mari Grosseto-Fano, itinerario ancora in via di realizzazione definitiva, che tuttavia consente, grazie ai tratti già in funzione (SS 680 e SS 73 var), un collegamento più veloce rispetto alla viabilità ordinaria con Siena a Sud-Ovest e la Valtiberina a Nord-Est.

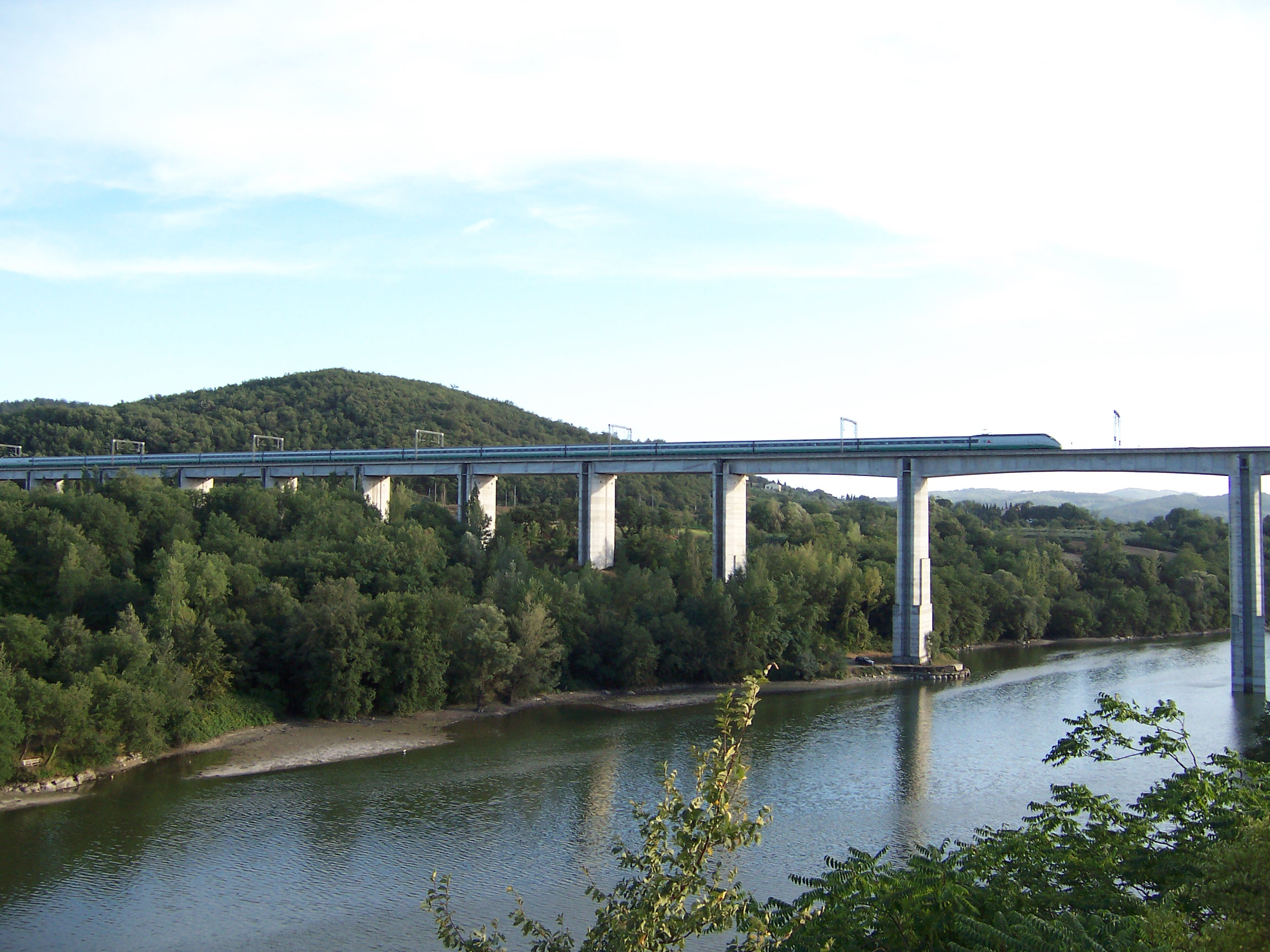
ETR 500 sul viadotto sull'Arno a Rondine

### Ferrovie
- La principale ferrovia passante per Arezzo è la Firenze-Roma, ma da due anni un collegamento effettuato da treni frecciarossa collega tramite una breve bretella la stazione di Arezzo alla linea direttissima, assicurando così alla città e zone limitrofe un collegamento veloce per Roma, Napoli, Firenze e Milano.
- La ferrovia Arezzo-Stia collega il capoluogo con la valle del Casentino. Nel comune, a servizio della zona di via fiorentina, è presente la Stazione di Arezzo Casello 1 mentre a servizio delle omonime zone, fuori dall'area urbana e verso nord, si trovano la Stazione di Puglia-Ceciliano e la Stazione di Giovi.
- La ferrovia Arezzo-Sinalunga collega il capoluogo con le località della Valdichiana non servite dalla linea Firenze-Roma. In città è attiva la Stazione di Arezzo Pescaiola.
- La ferrovia Arezzo-Fossato di Vico è stata dismessa dal 1945. Le ultime due linee ancora attive non sono di competenza di RFI e Trenitalia ma sono date in concessione a La Ferroviaria Italiana, che le gestisce tramite le due società Rete Ferroviaria Toscana e Trasporto Ferroviario Toscano.

### Trasporti urbani
La città dispone di collegamenti urbani e interurbani tramite linee autobus gestite dalla società Autolinee Toscane.
È attivo un impianto di risalita meccanizzato (Scale Mobili) realizzato dal Comune di Arezzo e gestito da Atam che dall'area di sosta di via Pietri, situata nella zona nord del centro storico subito al di fuori delle mura medievali, conduce alla centrale piazza del Duomo.

### Aeroporti
L'Aeroporto di Arezzo, situato nella località Molin Bianco, è una piccola infrastruttura non aperta ad aerei di linea ma solo a piccoli aerei privati. La pista in asfalto è lunga 750 m e larga 70 m.

## Amministrazione

### Gemellaggi
- Montenars, dal 1977
- Saint-Priest, dal 1981
- Eger, dal 1989
- Bedford, dal 1994
- Viseu, dal 1998
- Oświęcim, dal 2009 (conosciuta in tedesco come Auschwitz)
- Norman, dal 2009
- Sappada, dal 2017[39][40]
- Burbank, dal 2022
- Noci, dal 2024

## Sport
- ASD Hombu-Dojo
- Volley Arezzo
- IUS Pallavolo Arezzo
- Baseball Softball Club Arezzo
- Bbc Mastiff
- Chimera Karting
- Circolo Schermistico Aretino
- Club Arezzo - Volleyball Academy
- Dragon Korps SoftAir Team Arezzo
- Karting club Arezzo
- Lions Arezzo Hockey Club
- APD Laterina Tiro a Volo

- Petrarca Pallamano Arezzo
- Saione Pallavolo
- Scuola Basket Arezzo (nel 2009 gioca nella Serie B Dilettanti)
- Società Ginnastica "G. Falciai"
- Street Survival Skatepark Bmx e Skate (competizioni skate e bmx a livello nazionale dal 2000)
- Arezzo
- Vasari Rugby Arezzo
- Taekyon Club Arezzo - Taekwondo WT
- Slackline Arezzo (slacklining)

Arezzo è stata diverse volte sede di arrivo di tappa del Giro d'Italia, la prima nel 1925, l'ultima nel 2016.
- 1925 9ª tappa Sulmona-Arezzo, vinta da Costante Girardengo
- 1928 3ª tappa Predappio-Arezzo, vinta da Alfredo Binda
- 1937 6ª tappa Livorno-Arezzo, vinta da Giuseppe Olmo
- 1940 9ª tappa Terni-Arezzo, vinta da Primo Volpi
- 1950 13ª tappa Rimini-Arezzo, vinta da Luciano Maggini
- 1959 4ª tappa Abetone-Arezzo, vinta da Armando Pellegrini

- 1963 6ª tappa Bolsena-Arezzo, vinta da Vendramino Bariviera
- 1981 11ª tappa Cascia-Arezzo, vinta da Giovanni Renosto
- 1992 3ª tappa Uliveto Terme-Arezzo, vinta da Maximilian Sciandri
- 1997 4ª tappa San Marino-Arezzo, vinta da Mario Cipollini
- 2003 8ª tappa Rieti-Arezzo, vinta da Mario Cipollini
- 2016 8ª tappa Foligno-Arezzo, vinta da Gianluca Brambilla